# 漁船

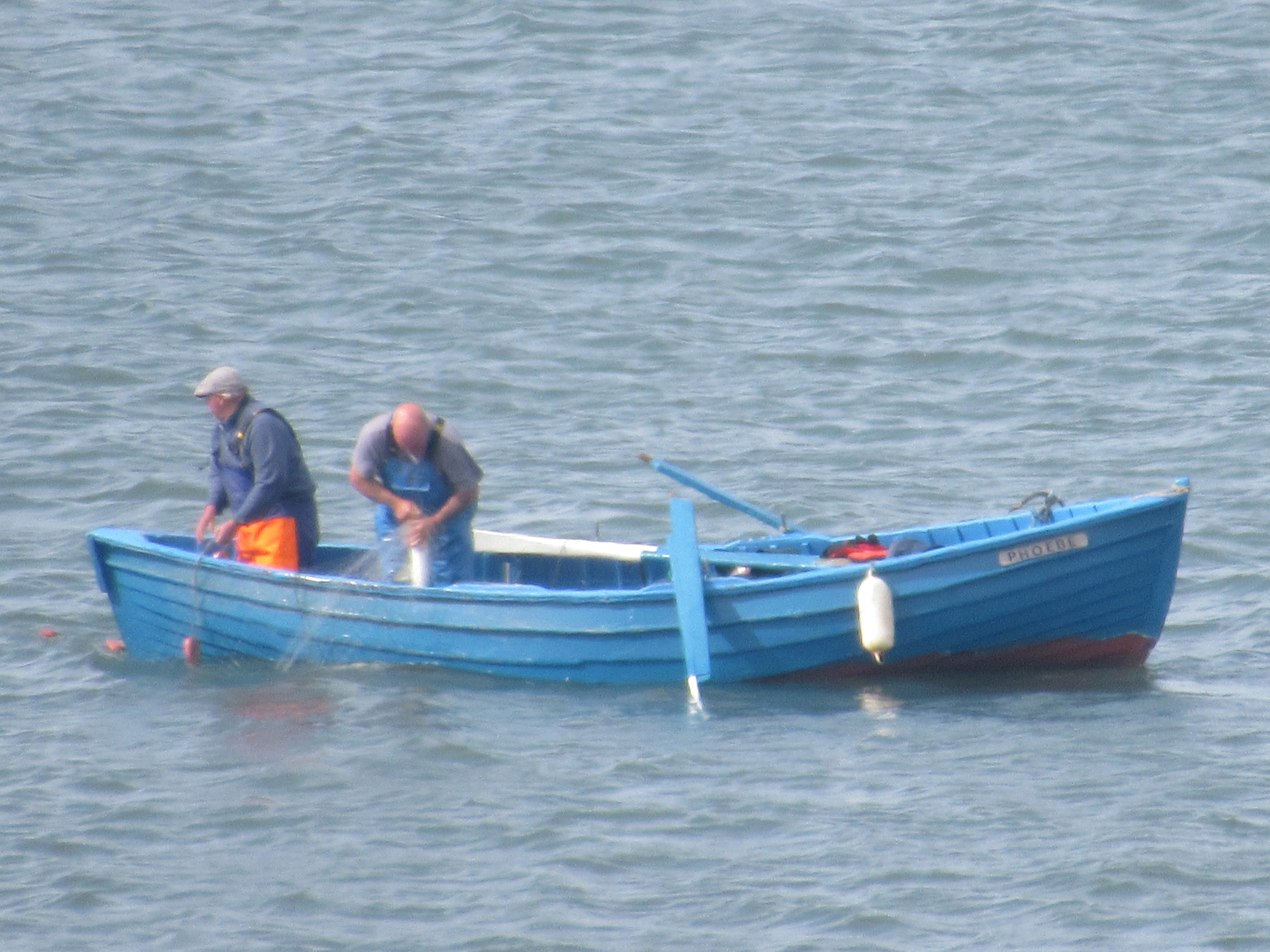
イングランド ノース・ヨークシャー、ウィットビーの素朴な漁船。および漁をする漁師たち。

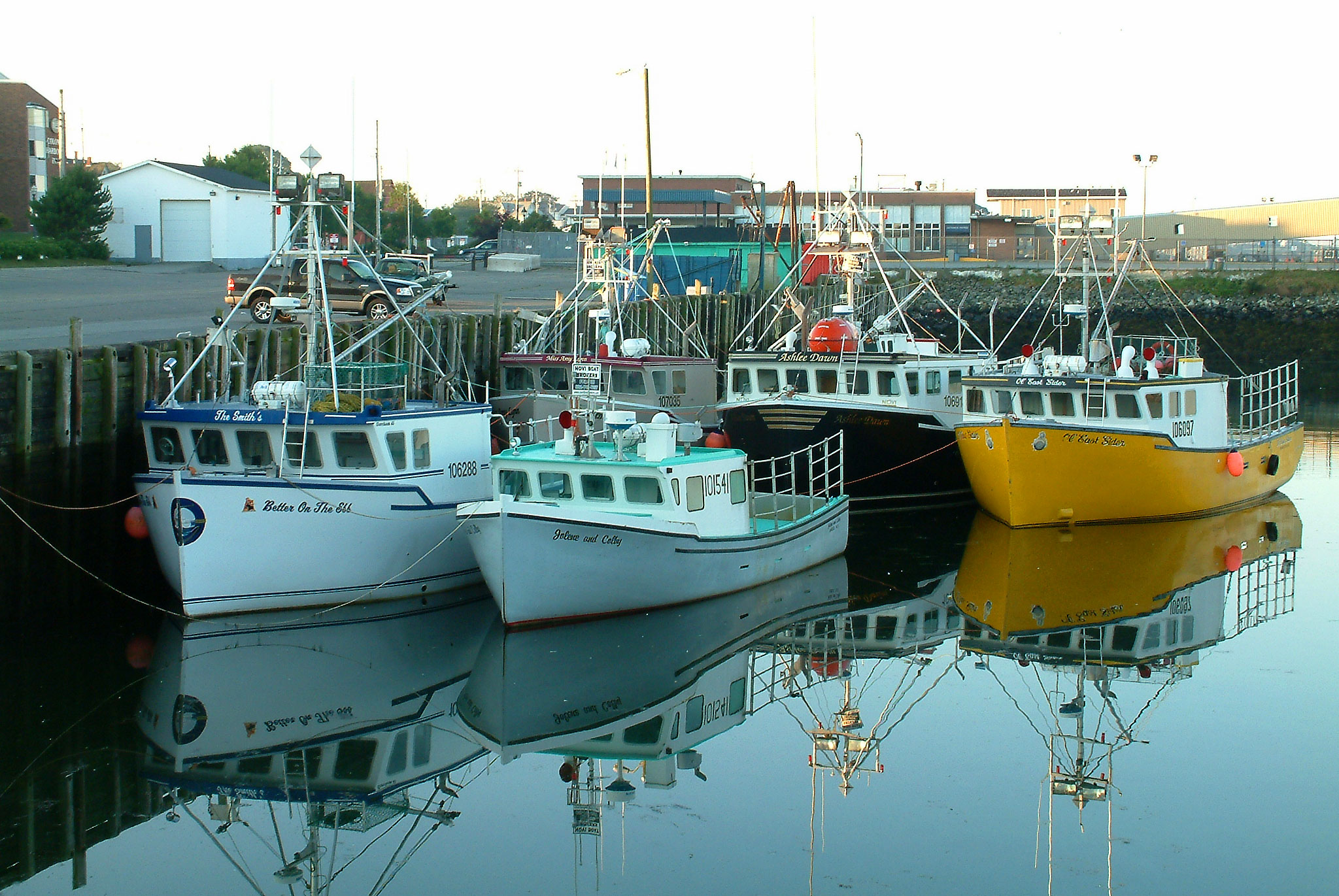
カナダ、ノバスコシア州の漁船。

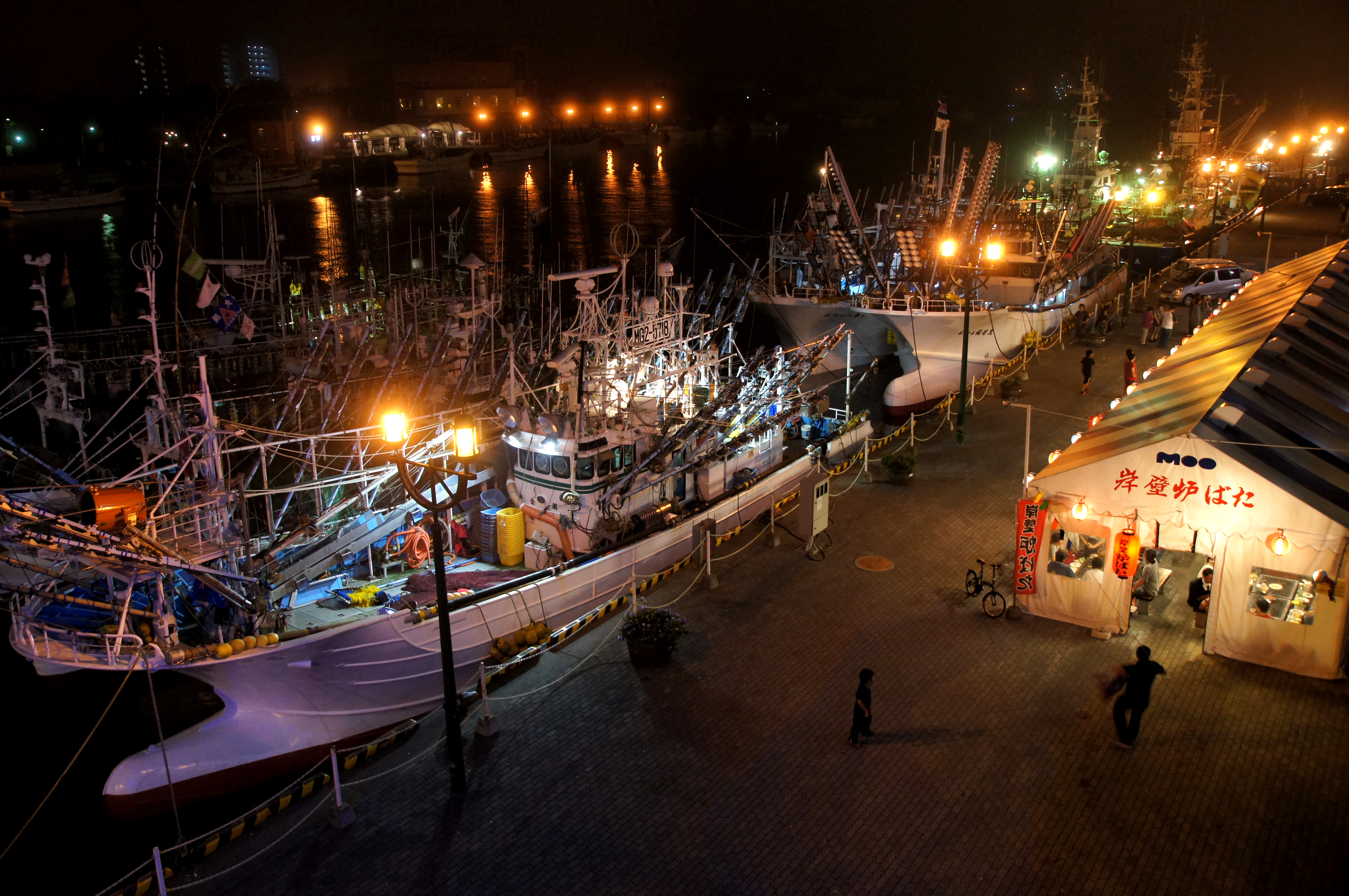
日本の北海道、釧路港に接岸する漁船

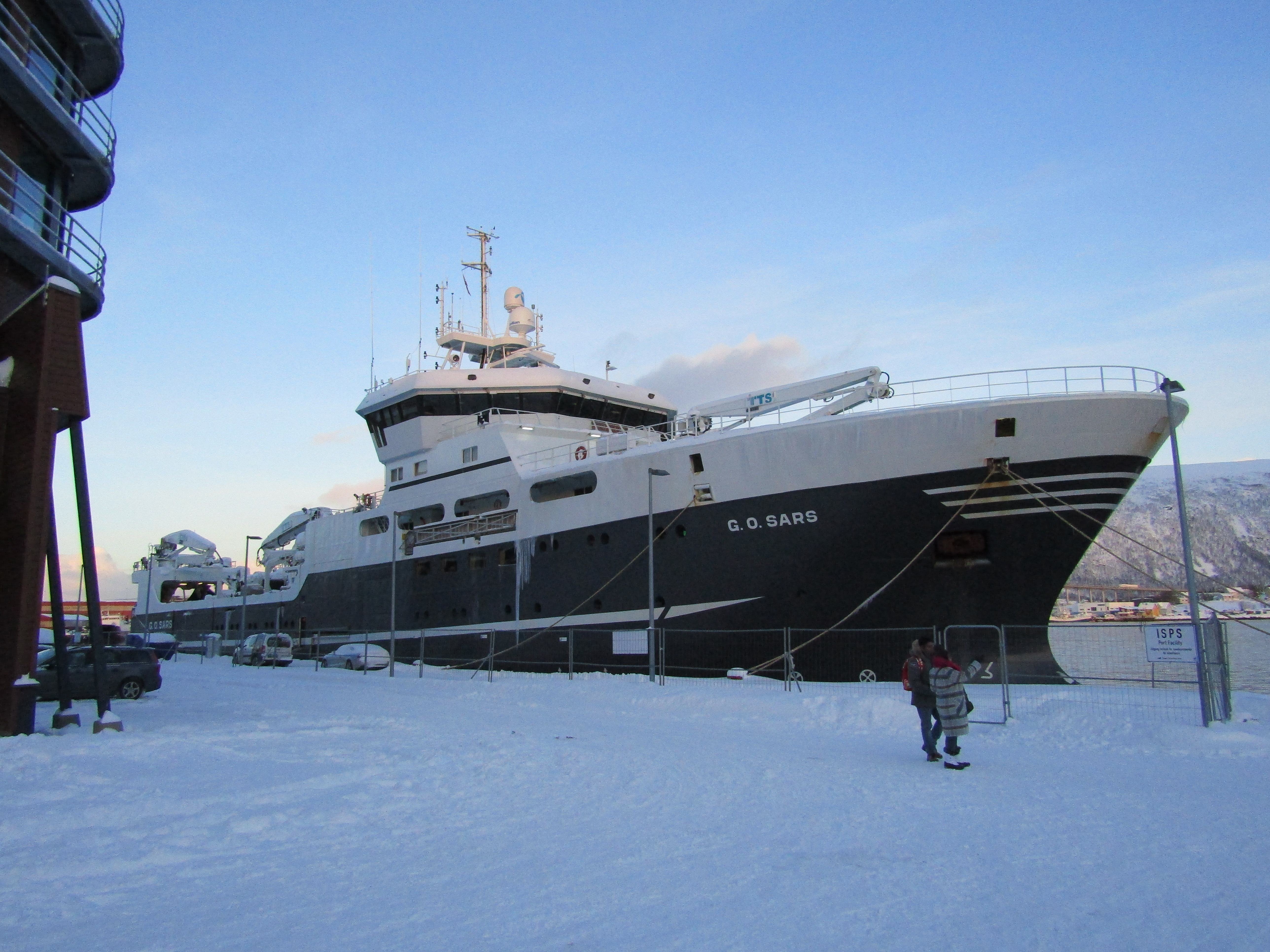
ノルウェイの大型のトロール船。気温が氷点下でうねりも大きい 北極寄りの海で操業するが、そのかわり最近のノルウェイの大型漁船は、最新鋭のコンピュータ制御、リモート制御を多用し、コンピュータ画面がずらりとならぶコントロールルーム（操舵・制御室）を備え、ウィンチ操作など漁にかかわる機械の操作のほとんどは 甲板に出ずに暖かい船室内で済ませられるように設計されている。また漁師たちの福祉やQOLにも配慮が行き届いており、船室は気密性が高く暖房完備で Tシャツで過ごすこともでき、おまけに内装も（中程度のホテルのように）快適に仕上げており、大抵娯楽室まで備わっていて、居心地が非常に良い。

漁船（ぎょせん、英: fishing vessel）とは、漁業に用いられる船舶である。
漁船の大きさや構造や材質は、地域、漁法、目的とする魚、漁場などにより、大きく異なる。

## 分類・種類
大きく「漁猟船（ぎょろうせん）」「母船（工船）」「運搬船」その他に分類することができる。
漁猟船とは魚を獲るための船のことである。母船とは洋上基地として機能し 漁猟船が獲った魚を受け取る大型の船のことである。母船が魚を加工するための船内工場を備えている場合は「工船」と呼ぶ。運搬船とは、獲った魚を海上で受け取ってまとめて港まで運搬するための船である。

### 漁猟船
漁猟船は、魚の獲り方（漁法）によって分類名がつけられている（例：「流網漁船」「刺網漁船」　等々）。また、獲る魚によって分類名がつけられることもある。
- 釣漁船（つりぎょせん）:　かつお釣漁船、さば釣漁船、いか釣漁船 等々、多種類ある。
- 延縄漁船：延縄（はえなわ）漁をする漁船
- 流網漁船： 流網（ながしあみ）漁を行う漁船であり、たとえばサケ・マス流網漁船など、網を固定せずに魚が自ら絡まることで獲る
- 刺網漁船 :刺網（さしあみ）漁を行うもので、イワシ、サバ、サンマ、メバル、チヌ、カレイ、カニ、クルマエビなど海中の魚や海底の甲殻類が回遊などで移動してくる針路を遮断するように網を固定接地して獲物を得る船がある
- 旋網漁船：旋網（まきあみ）漁を行い、魚群の周りに網を入れて囲い込んで魚を獲る船
- 敷網漁船: 敷網（しきあみ）漁を行い、魚群の下に網を入れて魚をすくい取る船
- 突棒漁船 :　突棒を行う漁船。つまりカジキやマグロを突いて獲るための船
- 曳網漁船 : 曳網（ひきあみ）漁を行う船であり、網を海中で曳いて魚を獲る船
- トロール漁船 : 底引き網を引いて魚を獲る船
- 白蝶貝採取漁船
- 海獣猟船 : アシカやアザラシを捕獲するための船

### 母船・工船
遠洋漁業には、漁獲を直接水揚げ港に運んだのでは非効率であることから、直接漁猟には携らず専ら漁獲をとりまとめ洋上基地として各種支援をおこなう少数の母船、および漁猟をおこなう多数の漁船、からなる「船団」によって漁業をおこなうものがある。母船の船内に獲った魚の加工設備を備える場合があり、「○○工船」と呼ぶ。
- 北洋漁業　おもに北洋漁業で、母船に付随する多数の漁猟専門の小型船を「独航船」（どっこうせん）と呼ぶ。
  - 鮭鱒母船（さけますぼせん）:　母船式北洋鮭鱒漁の母船 1隻の母船に約40隻の独航船が従う。
  - かに工船 :　蟹工船も参照。
- 捕鯨母船:　母船式捕鯨に携わる母船。母船式捕鯨において漁猟をおこなう船はキャッチャーボートと呼ぶ。詳しくは捕鯨船を参照。現在の日本の調査捕鯨（日本の捕鯨も参照）では、1隻の母船に4隻のキャッチャーボートと3隻の調査船が従う。
- ミール母船
- すりみ母船
- 冷凍工船

### 運搬船
- 冷凍運搬船
- 活魚運搬船
- ミール運搬船

### その他
- 漁業試験船
- 漁業調査船
- 漁業取締船
- 漁業練習船[1]

## 歴史

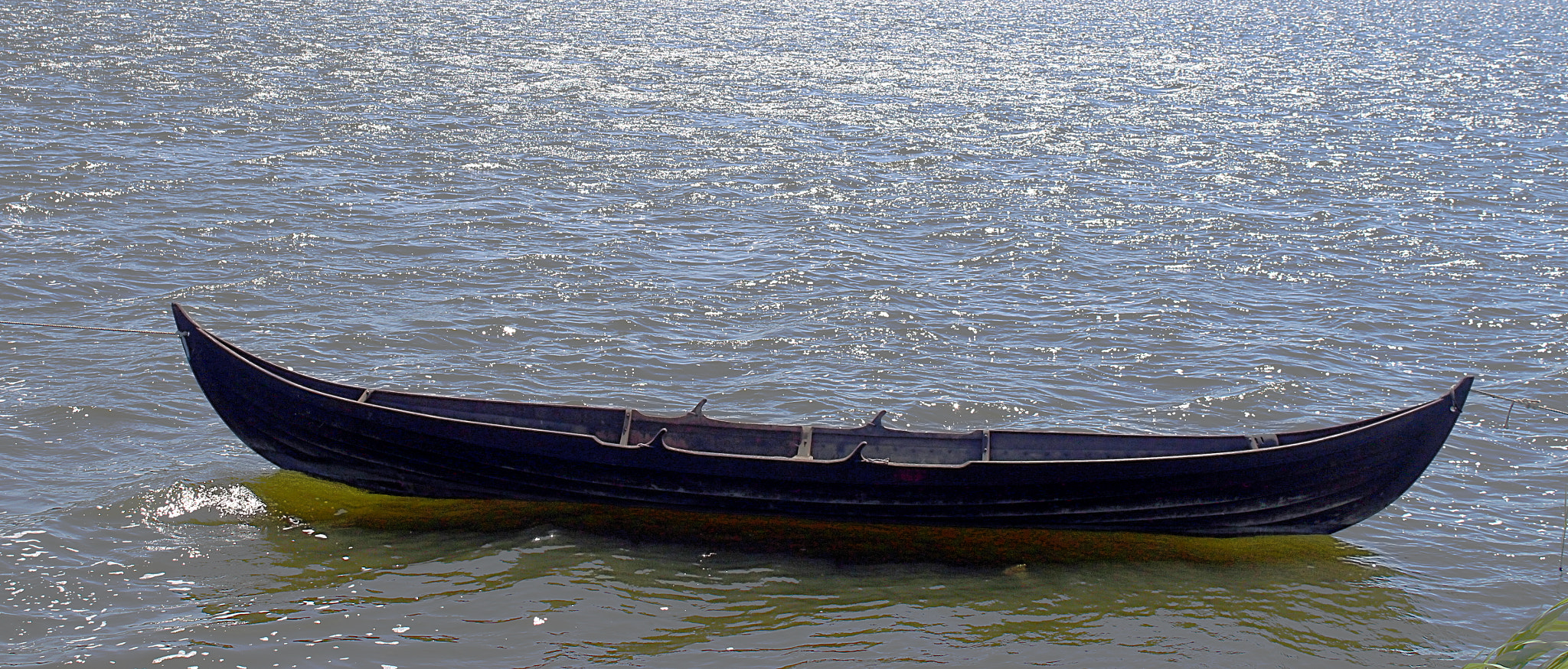
かつてヴァイキングが用いていた漁船のレプリカ
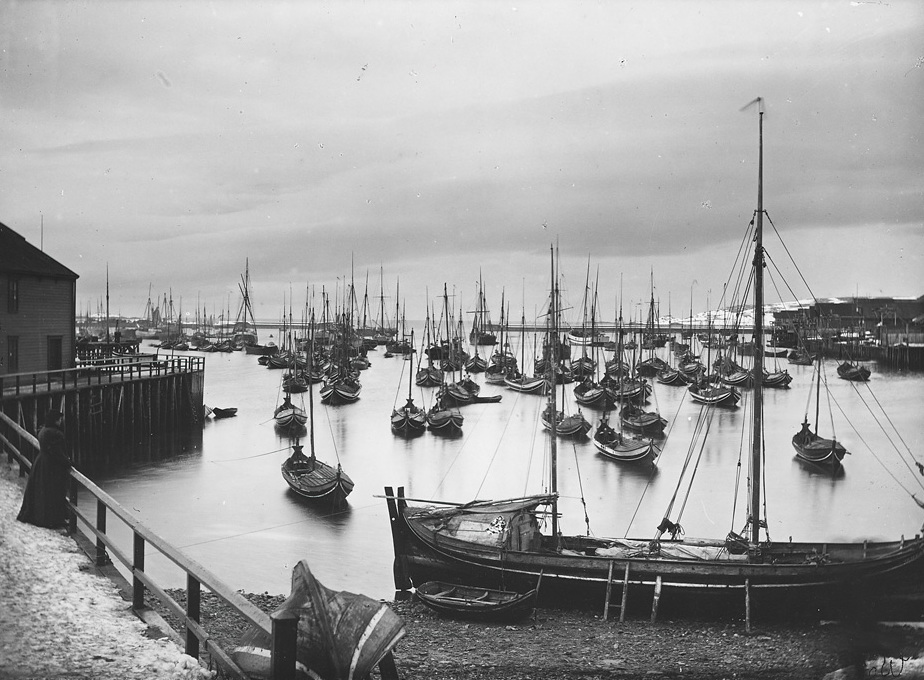
かつてのノルウェー、ヴァルドのエリッシフ・ランヴェイグ港に停泊中の漁船群の写真
1700年～1725年ころの中国の漁船。
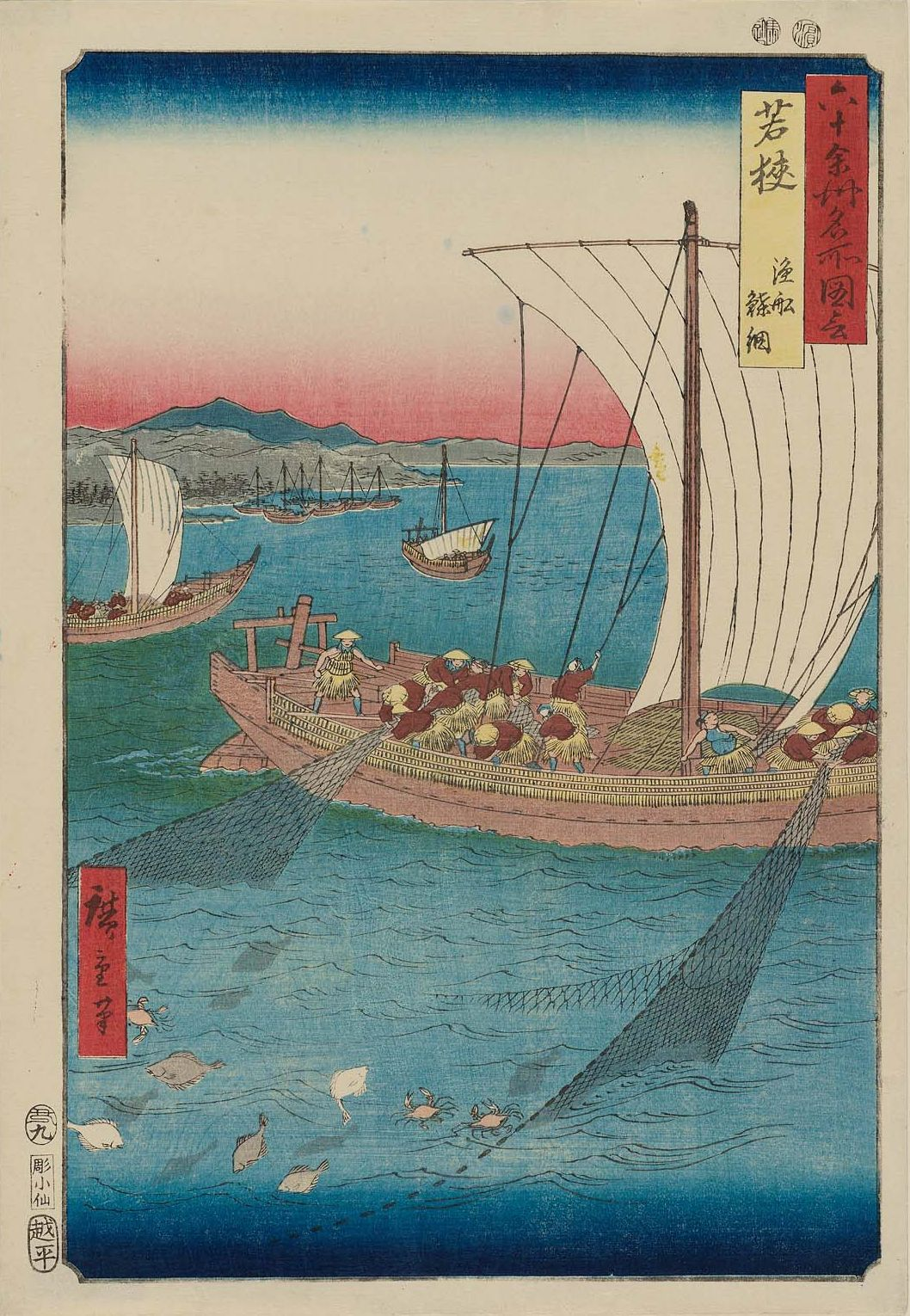
『六十余州名所図会 若狭 漁船 鰈網』（1853年）
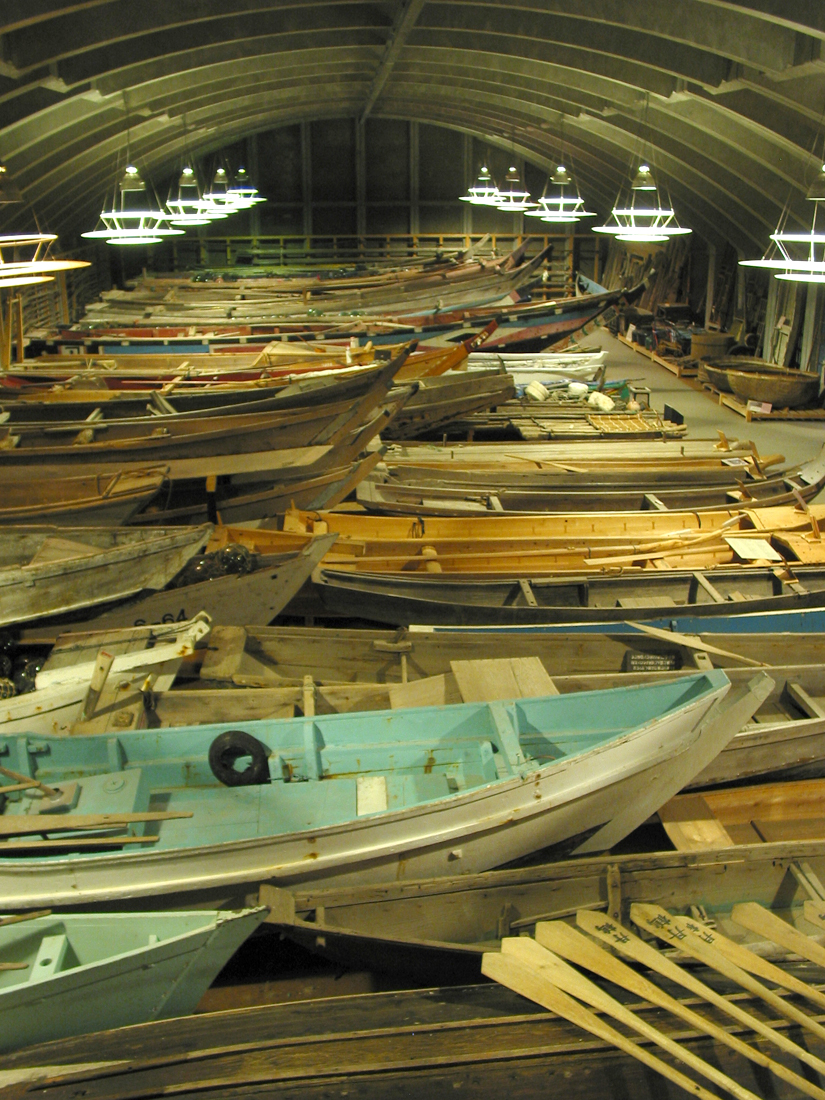
海の博物館所蔵の木造漁船コレクション
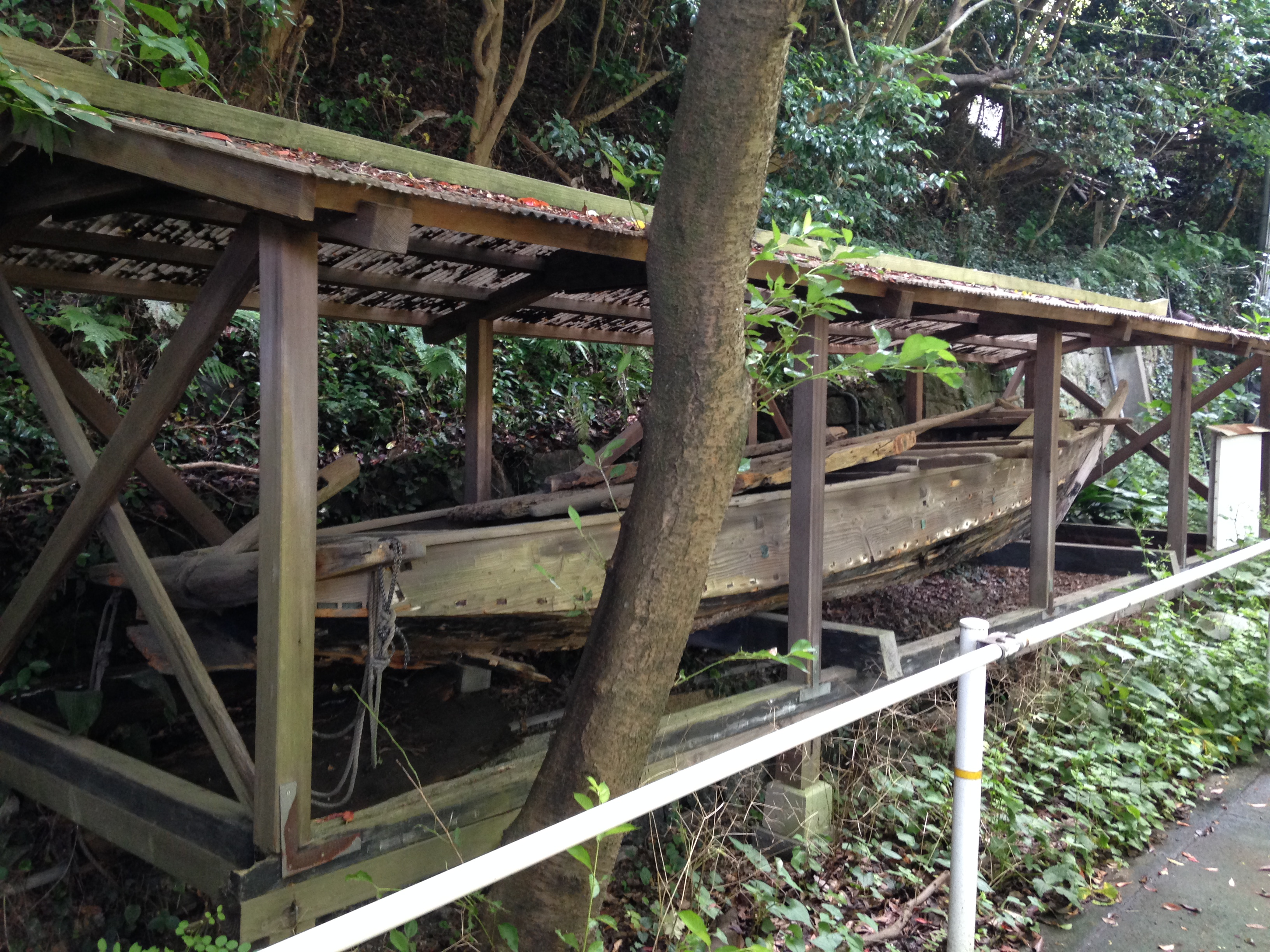
赤間神宮境内、大連神社 参道脇の壇ノ浦漁船

## 漁船の設備

### 漁業設備
漁船を最も特徴づけるものが漁業設備である。一般には建造時に設備するが、後に増設や撤去等を行うこともある。漁業種類と漁業設備の対応例を以下に挙げる。
- 刺網漁業 :ネットホーラー
- 延縄（かご漁業）： ラインホーラー
- いか釣り漁業 ： 集魚灯、自動いか釣り機
- 小型底びき網 ： 底びき用ウィンチ、網桁

上記の設備、とくにいか釣り漁業やサンマ棒受け網漁業に用いられる集魚灯などについては大量の電源供給を要することから、推進機関とは別に発電機を設備している漁船も見られる。
発光ダイオードを使ったLED集魚灯の場合、従来の集魚灯よりも重油使用量が10-20%程度で済むという。
一つの漁船で複数種類の漁業を季節に合わせて行う場合、上記の漁業設備を季節ごとに撤去又は設備する例も多く見られる。中には上甲板上の設備を大きく変えるため、毎回総トン数を変更する漁船もある。

### 冷凍・冷蔵設備
過去に行われた母船式遠洋漁業や、遠洋かつお・まぐろ漁業では冷凍設備を有するが、沿岸漁業ではそのような設備はほとんど見られなかった。しかし近年の高鮮度による付加価値志向により、滅菌海水による水氷の積載や冷蔵設備を有する沿岸・沖合漁船も増加している。

## 漁船の船体

### 船体設計の特徴
旅客船や貨物船との大きな違いとして、漁船は一定した航路を走らず複雑な航跡を示すことから、複雑な動きに適した構造で設計される。また、揚網作業などでバランスを崩しやすいことから、復原性が重視される傾向にあり、台風多発海域での操業を前提とした船は船体が特に強靭に作られている。各漁業の形態によりその最適とされる構造は異なるため、漁船であれば全ての漁業に用いられるものではなく、例えば定置漁業であれば、揚網を行い易いように平たくブルワークの低い形態の船体を、かつお釣漁業では大きな船体を用いる傾向にある。しかし一隻で複数の漁業を兼業することも多い。
内水面漁業の場合、海面漁業における3級船相当の漁船を用いることが多いが、広い湖では5トン級の漁船も用いられている。

### 材質
木材
世界的に見ると、特に小型の漁船を中心に今も広く使われている。（当記事の最初に掲載したイングランド・ヨークシャーの小型ボート状の漁船も木造船であり）、特にアフリカやポリネシアや東アジア（の開発途上国）などでは、今も漁船のほとんどが木造船である。（一方、日本では昭和期から次第に使われなくなり、今ではほぼ使われなくなった。だが日本でも今も造られることはあり、特に、伝統的な祭などではこだわってFRPではなく木造漁船が使われる場合がある。）木材という素材の強度を考慮するとある程度の厚さが必要なのでどうしても船体が重くなる傾向がある。利点は、重めなので揺れ方がゆったりしていること、きちんと手入れをしてやれば20年以上持ち見栄えもよいこと、廃船にする際も木材はリサイクル方法や活用法が多々あり立派な資源であり、その結果、処分が安く済むことなどである。欠点は、まめな手入れが必要なこと、重めで水面下の部分が増えるので同じトン数だとFRP船に比べて速度が出ないことである。
FRP
FRPは小型漁船の製造に向いており、日本では5トン未満の、とくに船外機を用いる小さな漁船の大部分はFRP製である。型を用いて同一形状の船を効率的に大量に製作できるので、低価格で販売されている。長所は、船体が軽いことや、多少の傷や穴ならポリエステル樹脂などで簡単に補修できることである。短所は、プラスチック製であるため火災に非常に弱く、一体設計であるため製造後の加工が困難であること、さらに廃船時にはリサイクルが非常に困難なFRPゴミが大量に生じるという問題があり船体を大型破砕機などで機械的に解体処理する必要があり処理費用もかかることである。
軽合金
アルミのような軽合金船は鋼船に比べて軽く、FRP船よりも剛健であることが特長である。造船技術、設計方法は金属であるため鋼船に近く、過去の技術資産が生かせる。また金属であることから、廃船時にはリサイクル可能であるため、近年はFRPから軽合金に移行する漁業者も増加している。
鋼
鋼船は重量が重く価格も高くなるため、現在は小型漁船ではあまり用いられない。しかし鋼の剛性を超えるFRPや軽合金はないことから、大型の底びき網漁船や遠洋漁業にはもっぱら鋼船が用いられる。また、漁業取締船などもその業務上、鋼船が用いられる。

## 漁船の動力

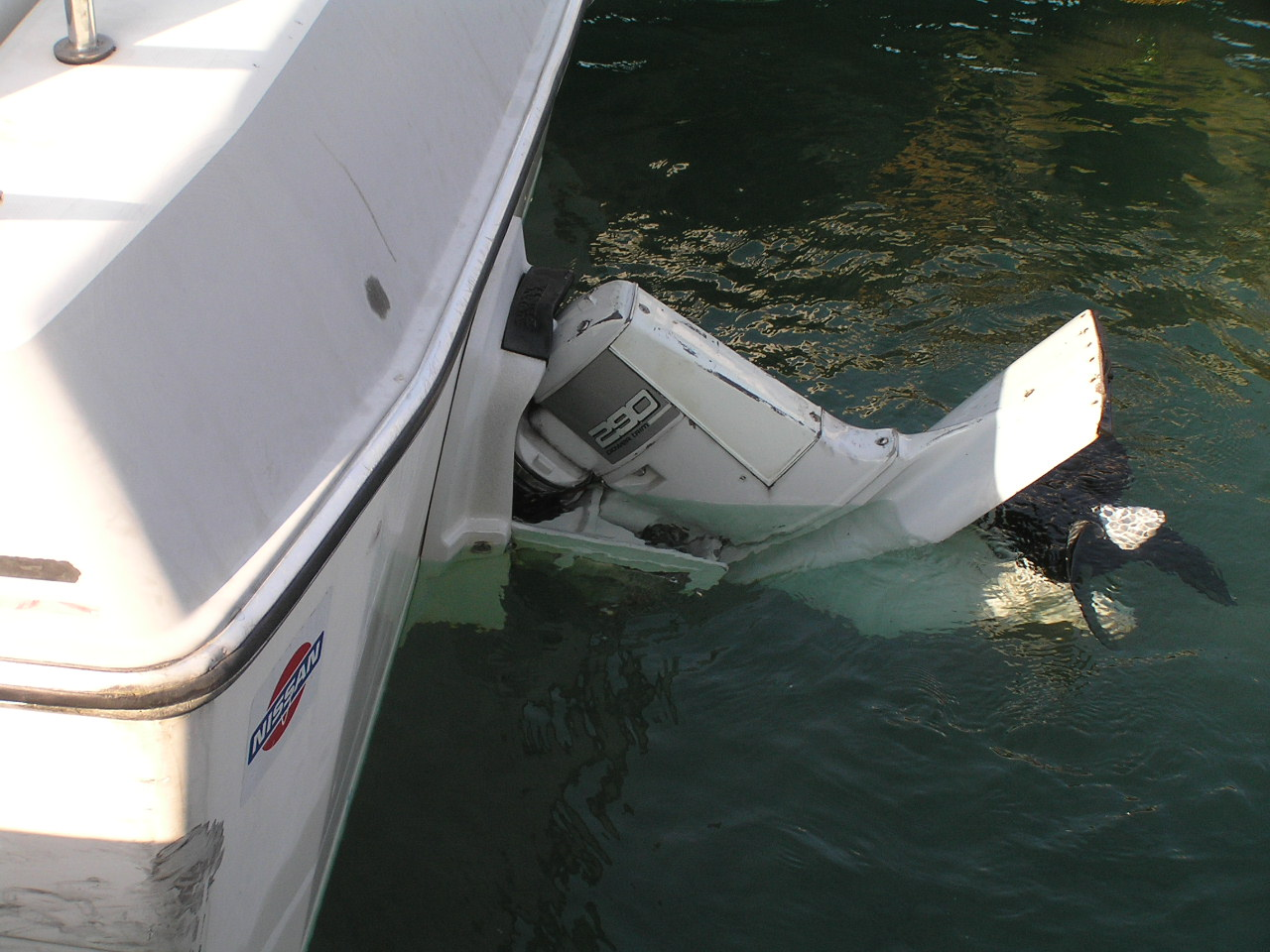
ドライブユニット

もともとは漁船の動力は、手漕ぎであったり、帆（風の力）であったりした。
1870年代ころから漁船に蒸気機関が用いられ始めた。 
戦後直後の日本近海の漁船では焼玉機関が主に用いられていた（現在は存在しない）。
近年の漁船の推進機関（機関）は主に以下の3種類に分類される。

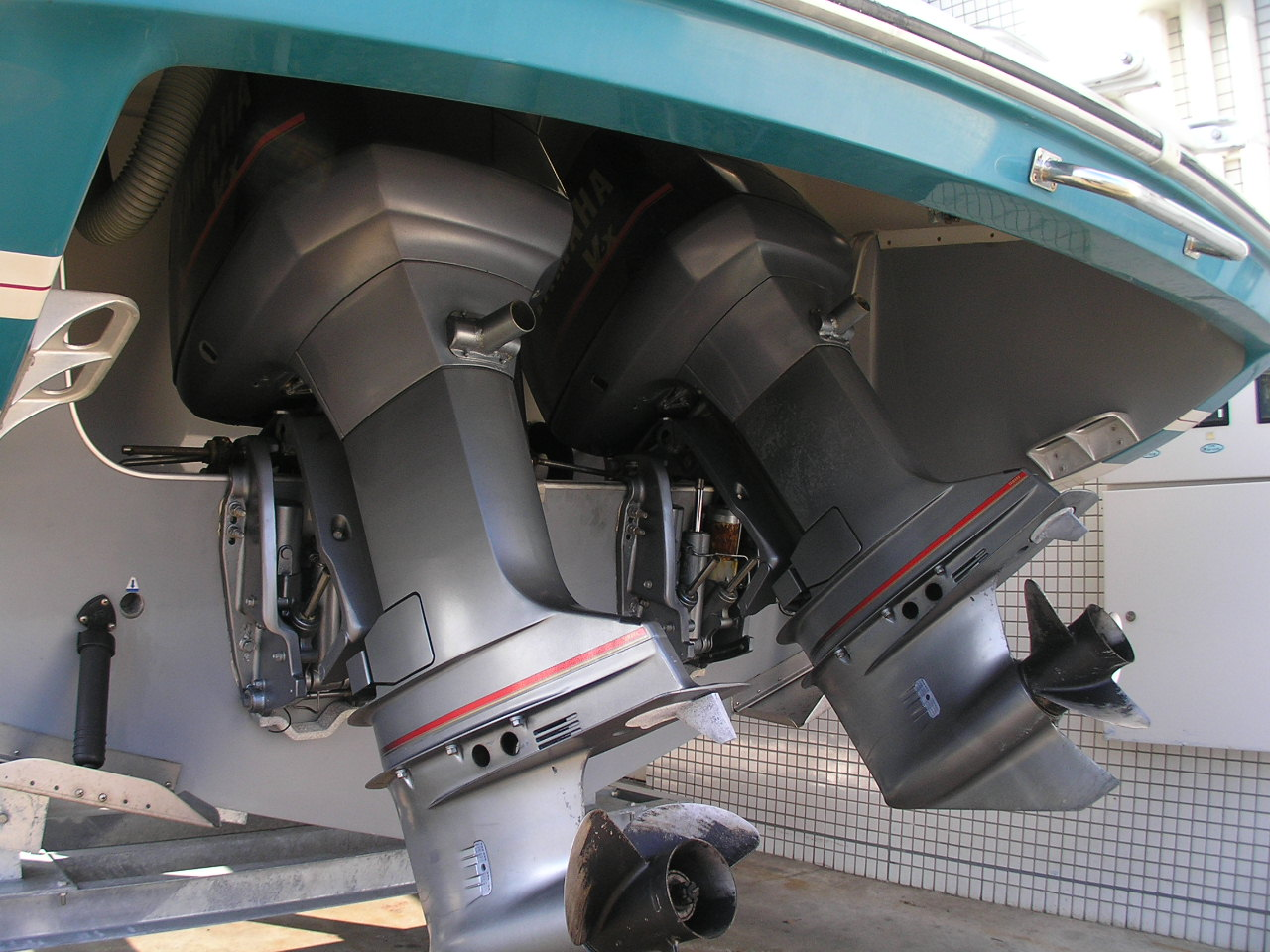
船外機の例（2基掛け）

船外機
漁船の外側に付ける、取り外しが可能な、舵と一体化している小型機関。主に3トン以下のFRP船で使われる。長所は、低価格なこと、保守が容易で取り外して修理に出すこともできること、載せ替え（機種変更）が簡単なことなどである。短所は、船内機に比べると寿命が短いことや、盗難の可能性があることである。電気点火式ガソリン機関が主流である。以前は2ストローク機関が主流だったが、最近は環境や燃費を考慮した4ストローク機関が主流である。
船内機
船内に設置された大型機関。主流はディーゼル機関である。プロペラシャフトによりプロペラを回転させ、舵は別に付けられる。5トン以上はほとんどが船内機を使用している。
船内外機
船内機、船外機の折衷型。機関は船内機関室にあるが、舵が機関と一体になっており、ドライブユニットと呼ばれる装置を船外に出すことで動力をプロペラに伝達する。3～5トン程度の漁船で使用されている。ディーゼルが主流である。
漁船は旅客船や貨物船と異なり細かい動作が多く、網を引いたりするため負荷に強い機関でなければならない。近年は一部で電気推進機関の利用も試みられている。

## 世界の漁船

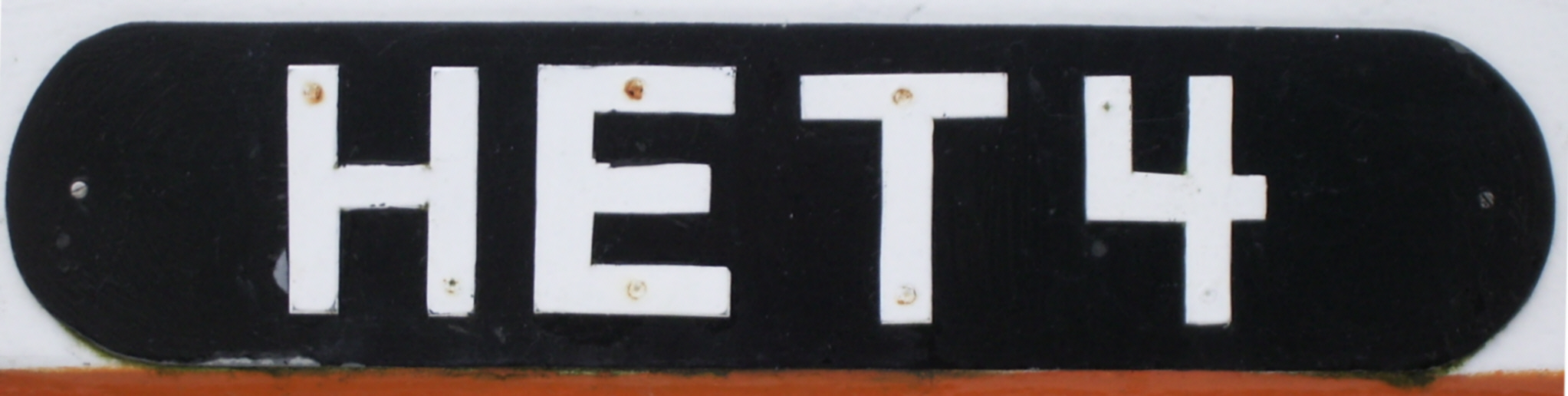
ドイツの漁船登録登録番号Fischereikennzeichen

2022年の世界の漁船数は約490万隻（うち動力付き約330万隻）と推定され、ピーク時の2019年の530万隻から減少している。
動力付きの漁船の保有数に関する2022年の国際統計によると、上位4国はインドネシア（936,942隻）、フィリピン（414,716隻）、中国、日本の順であった。
日本の2023年に漁業に利用された漁船は109,247隻（うち無動力2,436隻）であり、減少傾向にある。

### アメリカ合衆国
2007年時点で、アメリカ合衆国の排他的経済水域内で操業許可をもっている米国船籍の漁船は25,000隻から27,000隻とされていた（2007年『諸外国（EU、米国、ノルウェー）の漁業と漁業政策の概要』）。

### ノルウェー
ノルウェーでは1980年代から減船補助金の支払いによる減船政策があり、その後IVQ方式の導入もあって漁船数・漁業者数ともに大きく減少している。漁船数は、1940年の2万6千隻から1960年代には4万2千隻に増加したが、2006年には7千3百隻にまで減少している。2005年時点のノルウェー漁船の平均船齢は25.1年で上昇する傾向にある。一方で漁船の更新時には大型化や高出力化が図られているため漁獲能力は大きく減少しておらず、統計データを用いた分析では1990年代と2000年代を比較すると漁獲能力はむしろ増加しているとされる。
ノルウェーでは1990年から個別漁獲割当（Individual Quota）方式を採用しており、漁獲可能量を漁業者又は漁船ごとに割り当て、割当量を超える漁獲を禁止することによって漁獲可能量（TAC）の管理を行っている。同時に漁船別割当（IVQ）方式も採用しており、毎年の漁獲割当に関しては漁業者（船主）ではなく漁船に付与されることになっており、漁獲割当の比率等については漁業関係者間の合意を尊重しつつ政府が決定している。

## 日本の漁船
太平洋戦争（大東亜戦争）後の食糧難解決のため、戦後大量の漁船が建造された。しかし、それらの急造漁船はその機能性および安全性などに劣るものが多く見られた。こういった背景から、漁業の振興及び漁船の適正化を図るため、1950年（昭和25年）、議員立法により漁船法が制定された。
漁船法上の定義
漁船は、漁船法では、以下のように定義されている。
- もつぱら漁業に従事する船舶
- 漁業に従事する船舶で漁獲物の保蔵又は製造の設備を有するもの
- もつぱら漁場から漁獲物又はその製品を運搬する船舶
- もつぱら漁業に関する試験、調査、指導若しくは練習に従事する船舶又は漁業の取締に従事する船舶であつて漁ろう設備を有するもの

1950年の漁船法の定義を採用すれば、漁船法上の漁業種類は刺網漁業、定置漁業といった一般的なもののほか、漁獲物運搬船、真珠養殖船なども含まれる。また、水産系の大学および試験研究機関の有する調査船や漁業取締船は官公庁船として分類されている。
上記の分類から遊漁船は漁船に含まれず、一般には小型船舶登録を受けている。ただし漁船との兼用も可能である。
漁船登録
漁船は漁船登録を受けた上で船名と漁船登録番号を船体に標示しなければならない、と定められている。

### 漁船法による分類
漁船登録は漁船法による以下の分類にしたがって漁船登録を行う。
- 1級船（100トン以上の海水動力漁船）
- 2級船（5トン以上100トン未満の海水動力漁船）
- 3級船（5トン未満の海水動力漁船）
- 4級船（5トン以上の海水無動力漁船）
- 5級船（5トン未満の海水無動力漁船）
- 6級船（淡水動力漁船）
- 7級船（淡水無動力漁船）

上記の分類は重複することも可能である。例えば、海面と河川・湖沼などの内水面（ないすいめん）と両方で用いる5トン未満の漁船であれば、3級船と6級船の両方で登録する。

### 漁船登録番号
漁船登録番号は各都道府県が配布し、必ず船体に標示しなければならない。形式としては以下の例のように、都道府県の識別標（アルファベット）、漁船の等級標（1から7）、横線、漁船の番号を組み合わせる形式を採る（漁船法施行規則付録第二）。
例）HK2－10000
前2文字のアルファベットが所属都道府県を示す（識別標という）。例に掲げたHKは北海道である。次の1文字は1-7の数字が入り、1級船から7級船を示す（等級標という）。横線（ハイフン）の後は各都道府県の配布する登録順の番号である。この番号は漁船の所有者が変わっても県外に出ない限り保持される。
茨城県は、「いばらき」が正式な読みであるため、識別標はIKを付与されるのが本来であるが、石川県とアルファベットが重複しているため、IGが付与されている。
- 都道府県の識別標一覧[8]。

| No. | 県     | 識別標 |           |        |
| --- | ------ | ------ | --------- | ------ |
| 1   | 北海道 | HK     | Hokkaidō  | ほっ   |
| 2   | 青森   | AM     | Aomori    | あお   |
| 3   | 岩手   | IT     | Iwate     | いわ   |
| 4   | 宮城   | MG     | Miyagi    | みやぎ |
| 5   | 秋田   | AT     | Akita     | あき   |
| 6   | 山形   | YM     | Yamagata  | やまが |
| 7   | 福島   | FS     | Fukushima | ふくし |
| 8   | 茨城   | IG     | Ibaraki   | いば   |
| 9   | 栃木   | TG     | Tochigi   | とち   |
| 10  | 群馬   | GM     | Gunma     | ぐん   |
| 11  | 埼玉   | ST     | Saitama   | さい   |
| 12  | 千葉   | CB     | Chiba     | ちば   |
| 13  | 東京   | TK     | Tōkyō     | とう   |
| 14  | 神奈川 | KN     | Kanagawa  | かな   |
| 15  | 新潟   | NG     | Niigata   | にい   |
| 16  | 富山   | TY     | Toyama    | とや   |
| 17  | 石川   | IK     | Ishikawa  | いし   |
| 18  | 福井   | FK     | Fukui     | ふくい |
| 19  | 山梨   | YN     | Yamanashi | やまな |
| 20  | 長野   | NN     | Nagano    | ながの |
| 21  | 岐阜   | GF     | Gifu      | ぎふ   |
| 22  | 静岡   | SO     | Shizuoka  | しず   |
| 23  | 愛知   | AC     | Aichi     | あい   |
| 24  | 三重   | ME     | Mie       | みえ   |
| 25  | 滋賀   | SG     | Shiga     | しが   |
| 26  | 京都   | KT     | Kyōto     | きょ   |
| 27  | 大阪   | OS     | Ōsaka     | おおさ |
| 28  | 兵庫   | HG     | Hyōgo     | ひょ   |
| 29  | 奈良   | NR     | Nara      | なら   |
| 30  | 和歌山 | WK     | Wakayama  | わか   |
| 31  | 鳥取   | TT     | Tottori   | とっ   |
| 32  | 島根   | SN     | Shimane   | しま   |
| 33  | 岡山   | OY     | Okayama   | おか   |
| 34  | 広島   | HS     | Hiroshima | ひろ   |
| 35  | 山口   | YG     | Yamaguchi | やまぐ |
| 36  | 徳島   | TO     | Tokushima | とく   |
| 37  | 香川   | KA     | Kagawa    | かが   |
| 38  | 愛媛   | EH     | Ehime     | えひ   |
| 39  | 高知   | KO     | Kōchi     | こう   |
| 40  | 福岡   | FO     | Fukuoka   | ふくお |
| 41  | 佐賀   | SA     | Saga      | さが   |
| 42  | 長崎   | NS     | Nagasaki  | ながさ |
| 43  | 熊本   | KM     | Kumamoto  | くま   |
| 44  | 大分   | OT     | Ōita      | おおい |
| 45  | 宮崎   | MZ     | Miyazaki  | みやざ |
| 46  | 鹿児島 | KG     | Kagoshima | かご   |
| 47  | 沖縄   | ON     | Okinawa   | おき   |

| .  |
| -- |
| 1  |
| 2  |
| 3  |
| 4  |
| 5  |
| 6  |
| 7  |
| 8  |
| 9  |
| 10 |
| 11 |
| 12 |
| 13 |
| 14 |
| 15 |
| 16 |
| 17 |
| 18 |
| 19 |
| 20 |
| 21 |
| 22 |
| 23 |
| 24 |
| 25 |
| 26 |
| 27 |
| 28 |
| 29 |
| 30 |
| 31 |
| 32 |
| 33 |
| 34 |
| 35 |
| 36 |
| 37 |
| 38 |
| 39 |
| 40 |
| 41 |
| 42 |
| 43 |
| 44 |
| 45 |
| 46 |
| 47 |

- 等級標の一覧
  - 海水面において使用する漁船
    - 総トン数100t以上の動力漁船 - 1
    - 総トン数100t未満5t以上の動力漁船 - 2
    - 総トン数5t未満の動力漁船 - 3
    - 総トン数5t以上の無動力漁船 - 4
    - 総トン数5t未満の無動力漁船 - 5

  - 淡水面において使用する漁船
    - 動力漁船 - 6
    - 無動力漁船 - 7

### 船名
船名は任意である。例えば「第八幸福丸」といった「第・・丸」という船名が多いが、「丸」を付けなくても良い。「丸」を付けるのは単なる伝統や慣習に過ぎない。また、「第・・」という番号も全くの任意であり、「第八」と言っても8隻同じ名称の船があるとは限らない。むしろ縁起を担いで第八、第八十八、といった形で命名している場合の方が多い。船名に使用できる文字は平仮名、片仮名、漢字およびローマ字（外国語は不可）に限られる。

### トン数
漁船のトン数は通常の船舶と同様に「船舶の総トン数の測度に関する法律」に基づき算定（測度）されている。漁業許可の一部は使用する漁船についてトン数の制限が定められているため、必要以上の大きな漁船を建造することはない。一般の小型船舶は日本小型船舶検査機構が、大型船舶は国土交通省の各地方運輸局が測度する。漁船については、小型漁船は都道府県が、大型漁船は各地方運輸局が測度している。

### その他
船首や船尾に化粧板による装飾が見られた。船首に魔除けとして唐草や目玉があるのが北伊勢地方の特徴で、船尾の千里は各所にみられる。三河地方の漁船は打瀬船のような舳先が垂直となったズンド水押に変わったため、目玉を魔除けとする風習は明治20年頃になくなった。

## ギャラリー

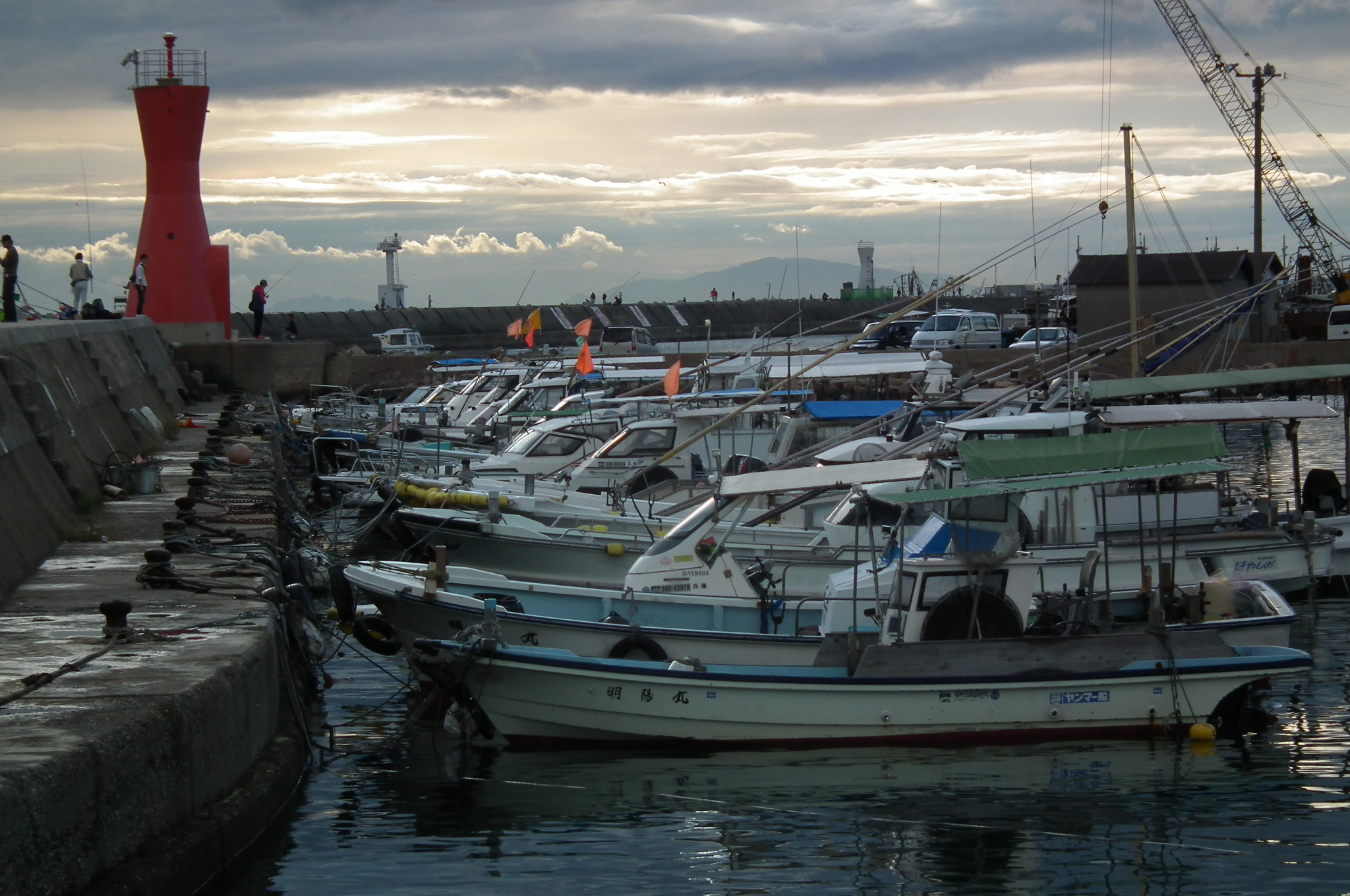
明石港に停泊中の漁船群
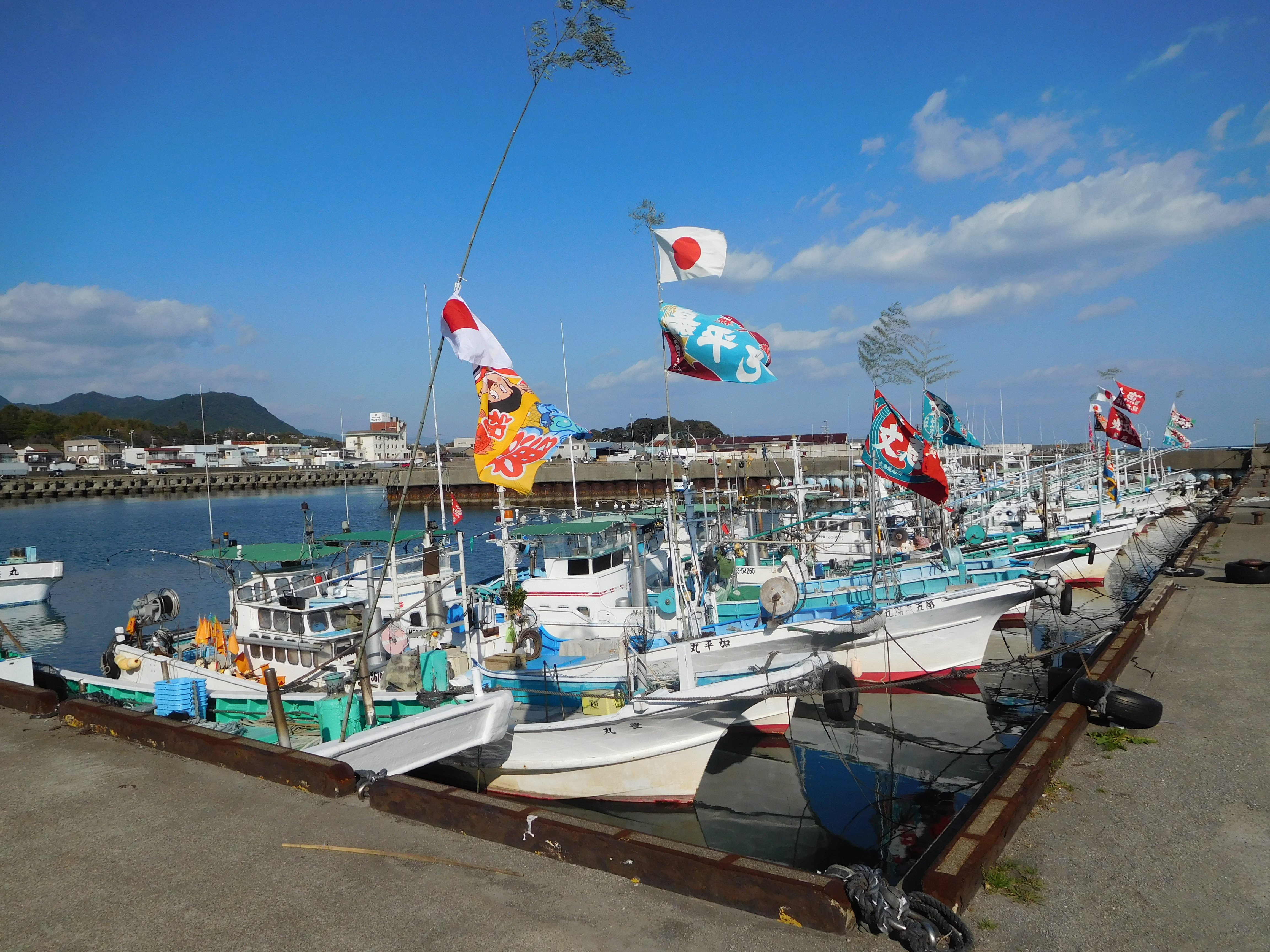
三重県、南牟婁郡紀宝町鵜殿にある、鵜殿港に停泊する漁船。
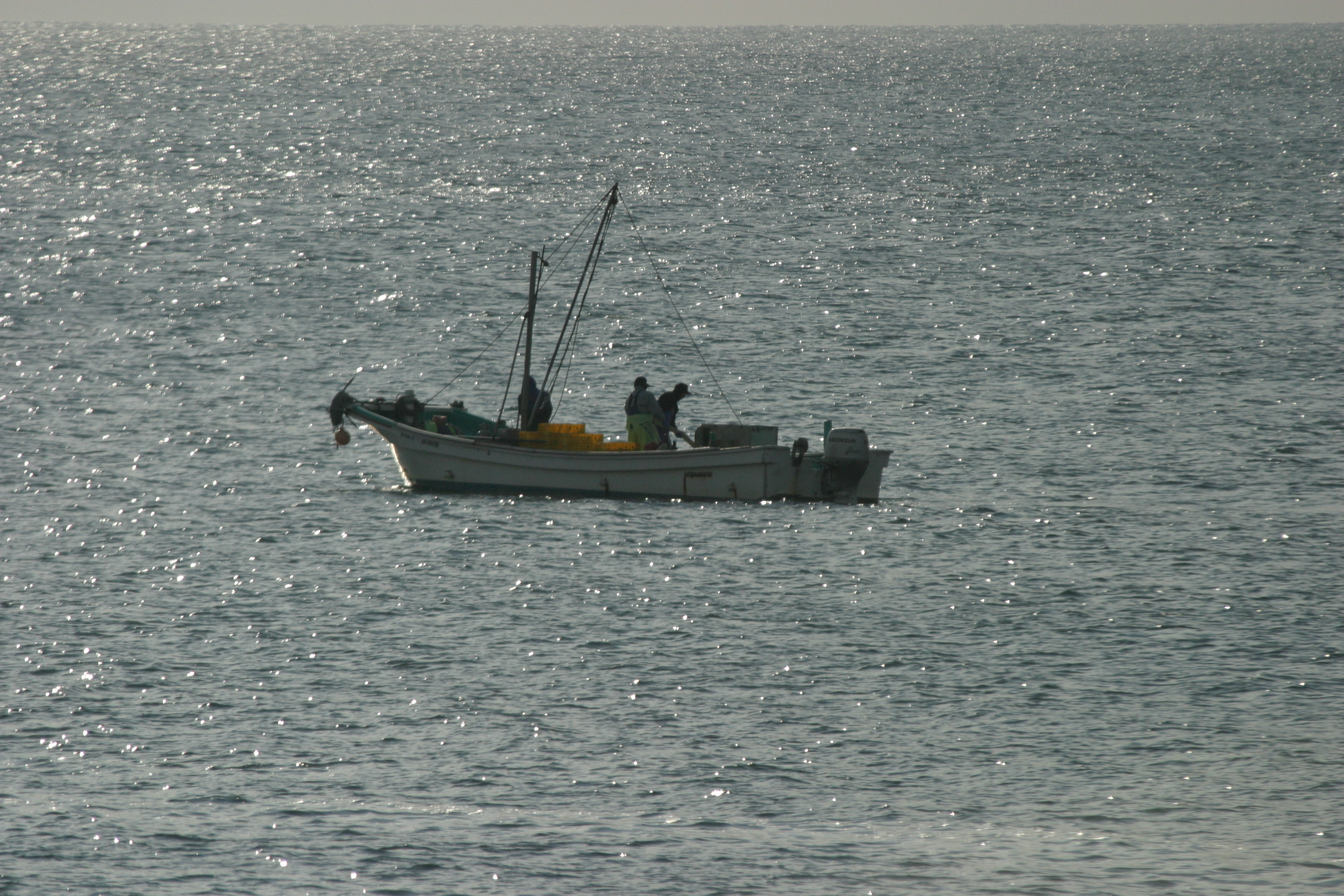
昆布漁船
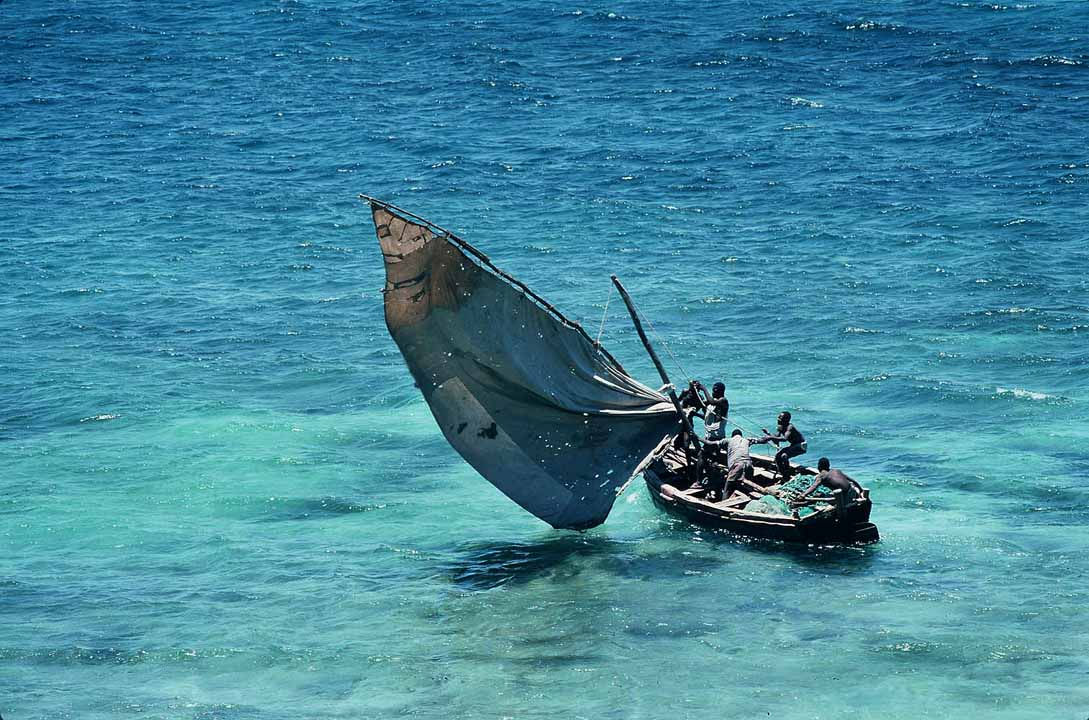
アフリカ、モザンビークの、動力に帆を用いた漁船
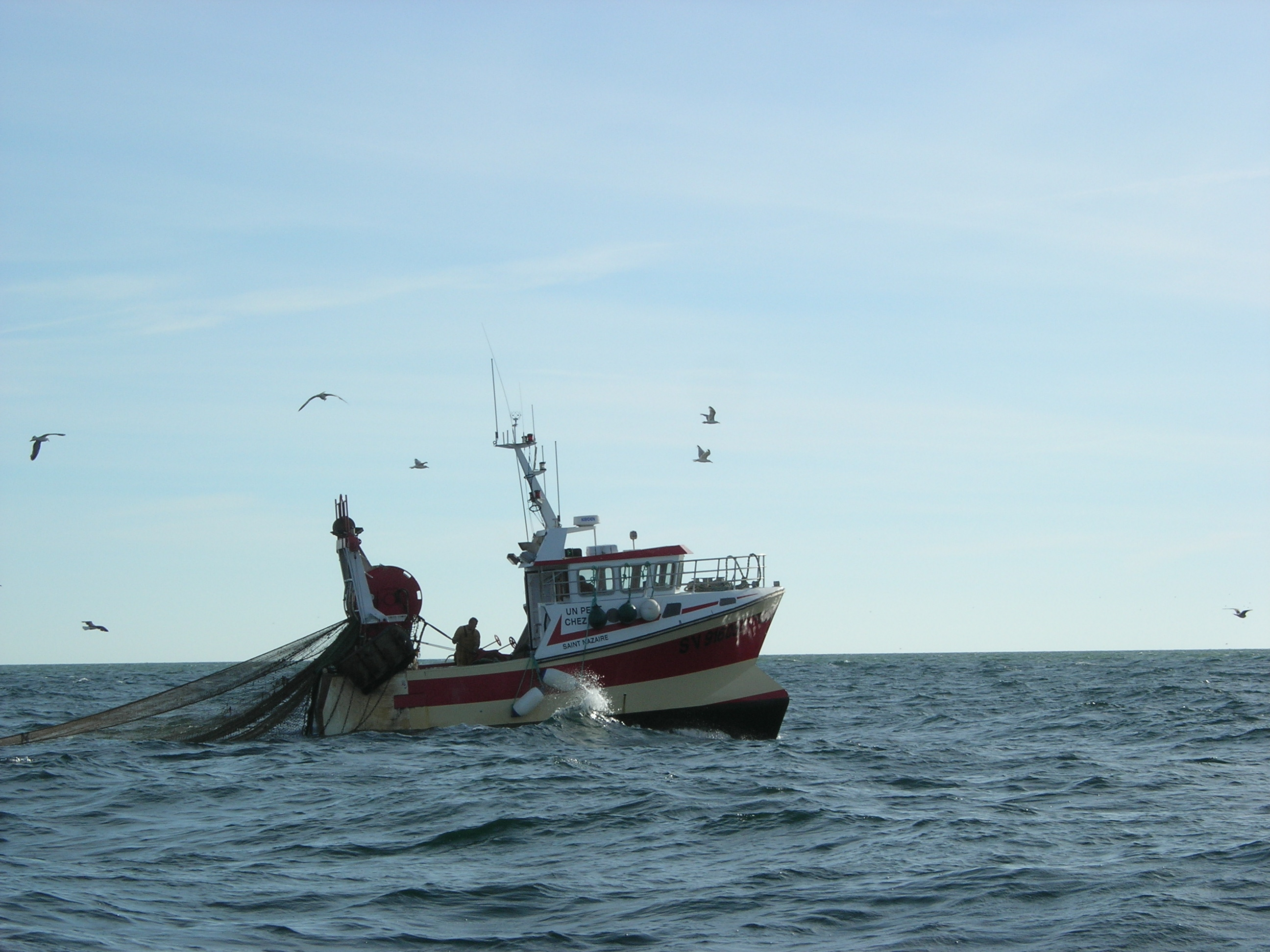
フランス、サン＝ナゼールのトロール船
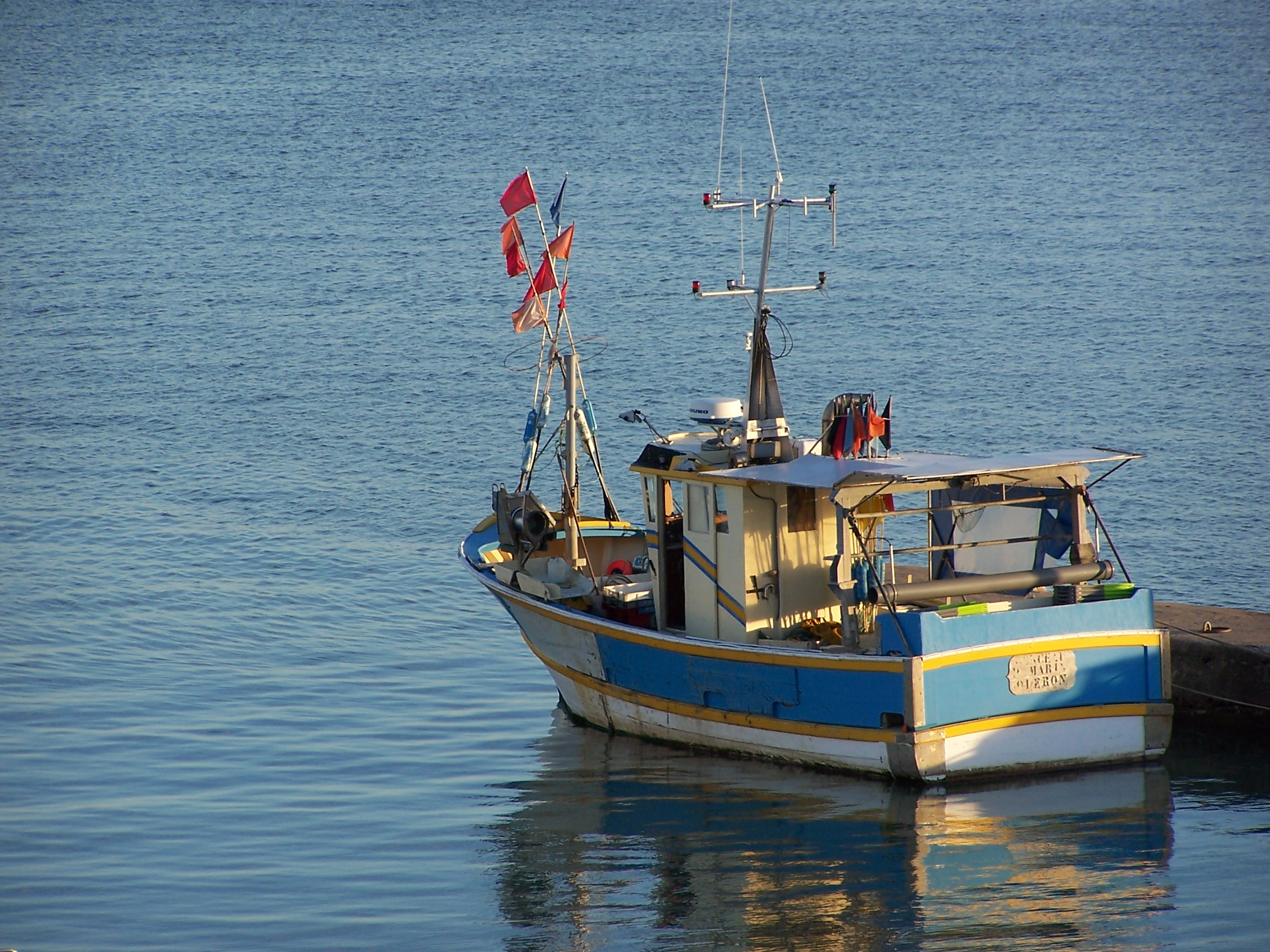
フランス、オレロン島の漁村の小さな漁船。
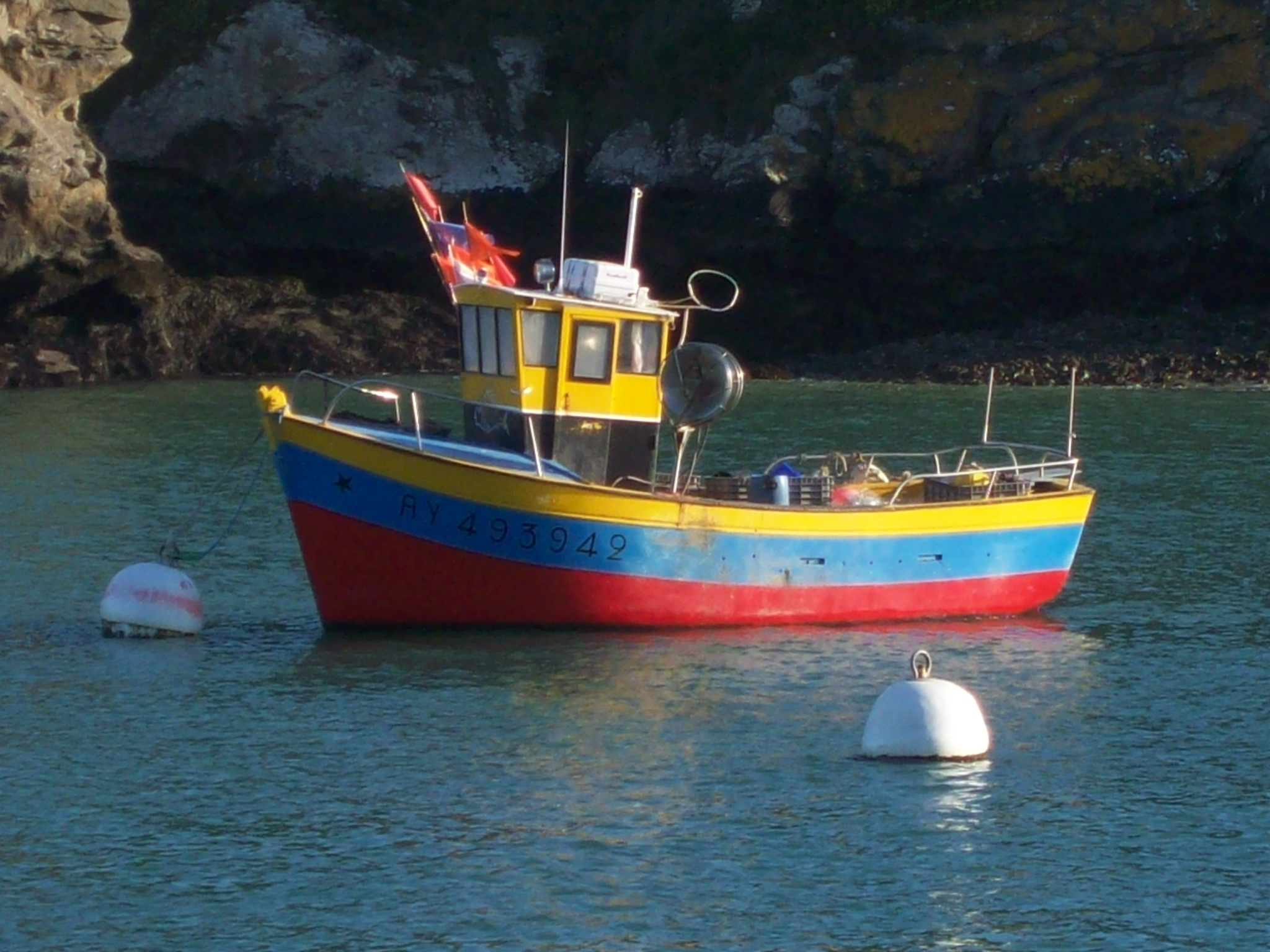
フランス、ベル＝イル＝アン＝メールの、小さな漁船。
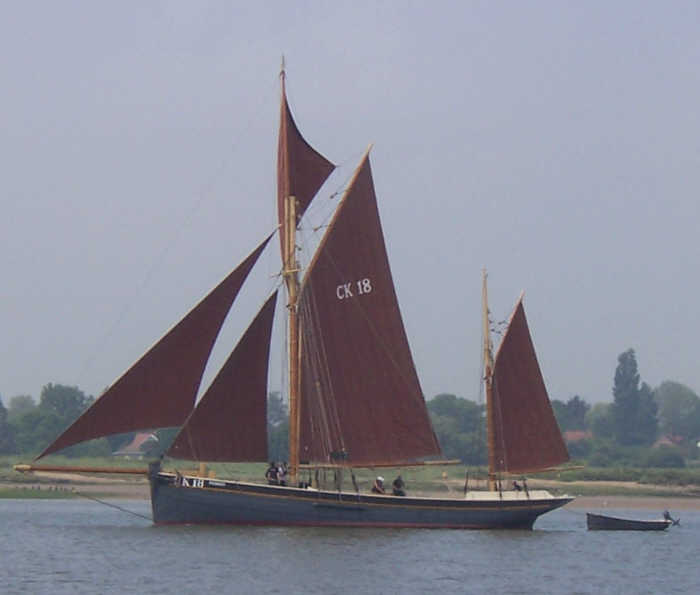
イギリス、エセックスのsmackと呼ばれる漁船。木造の帆船。（2006年6月）。
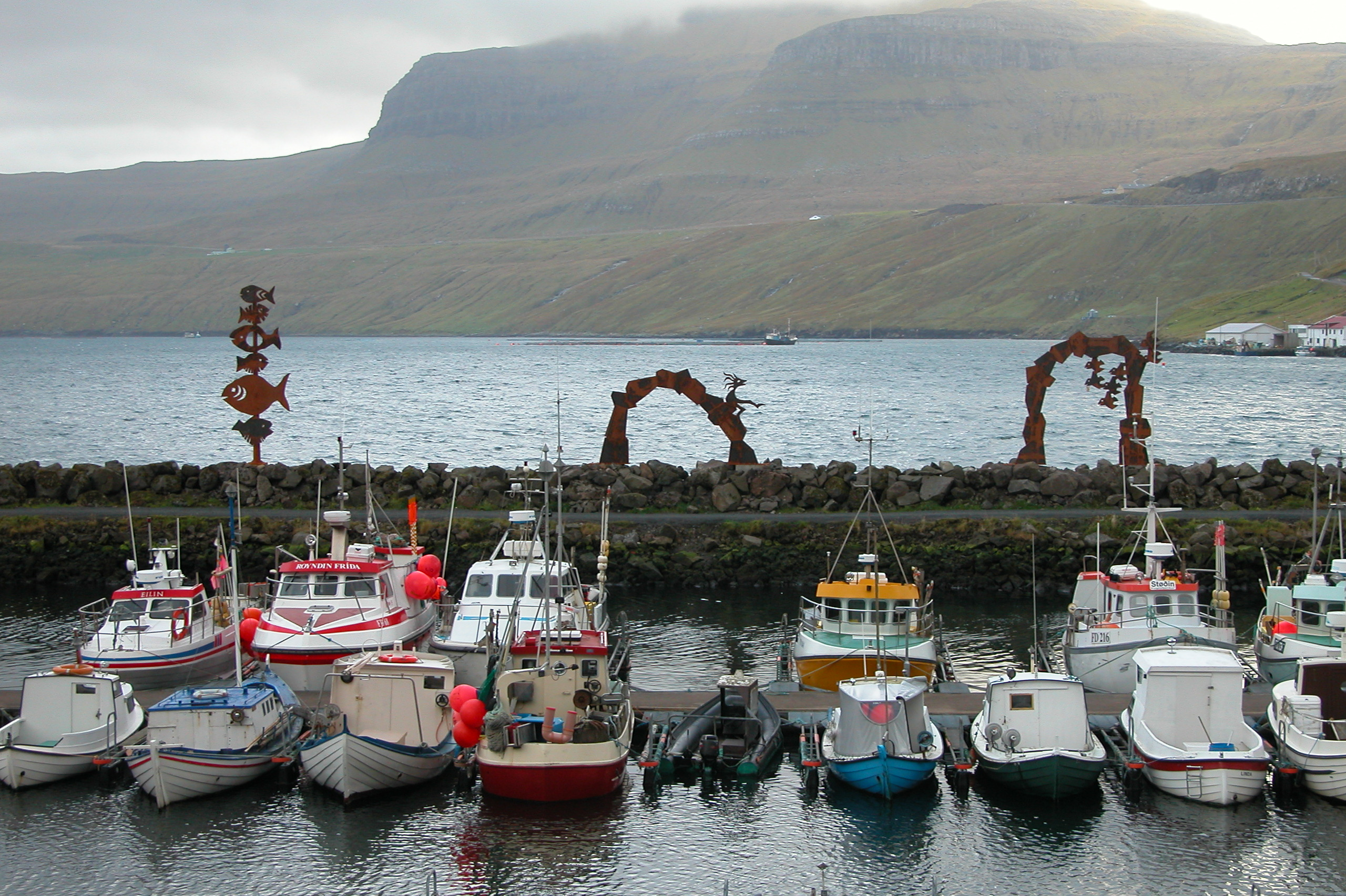
スコットランド、フェロー諸島の漁船
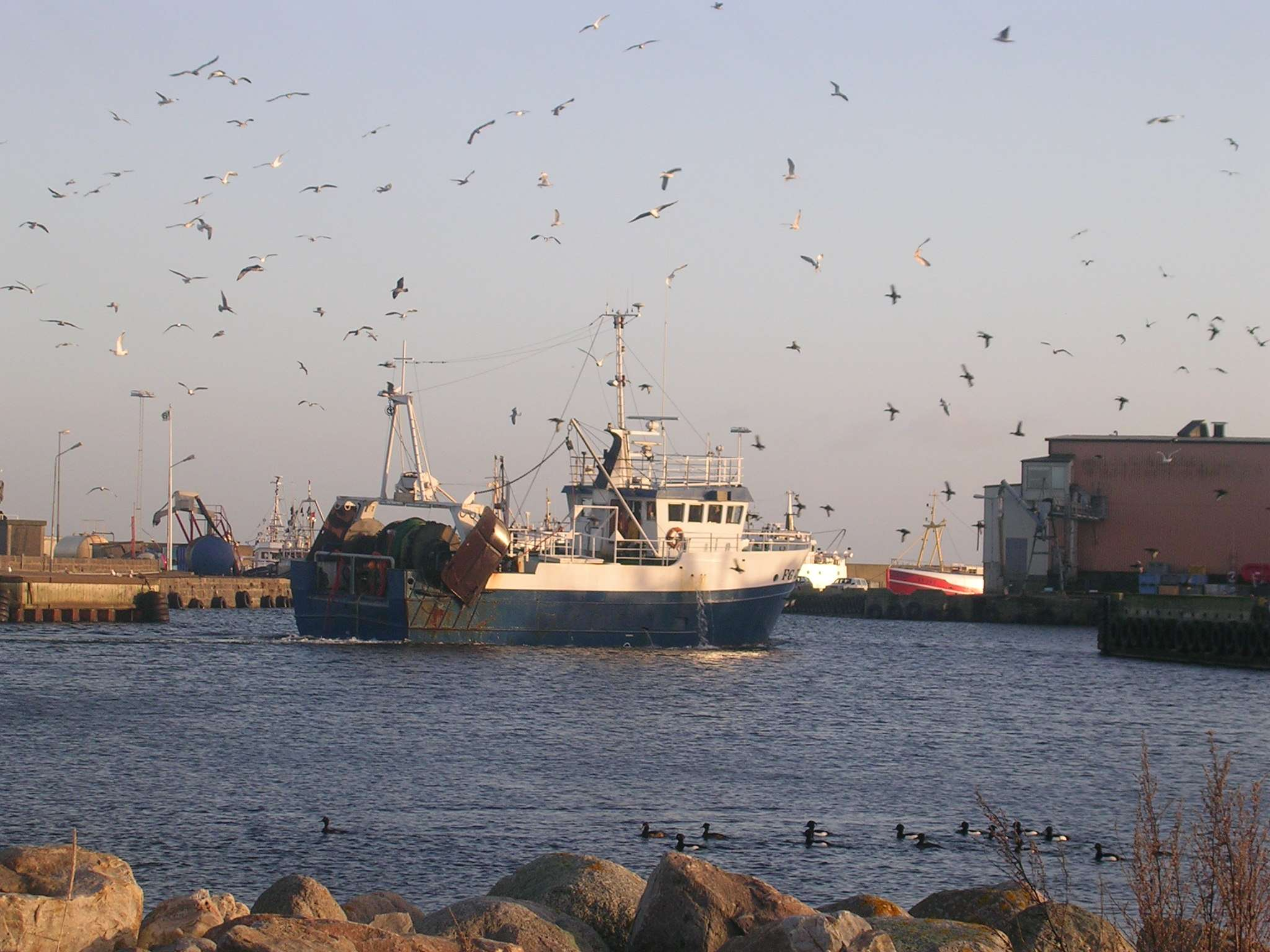
スウェーデンの漁船。鋼鉄船。
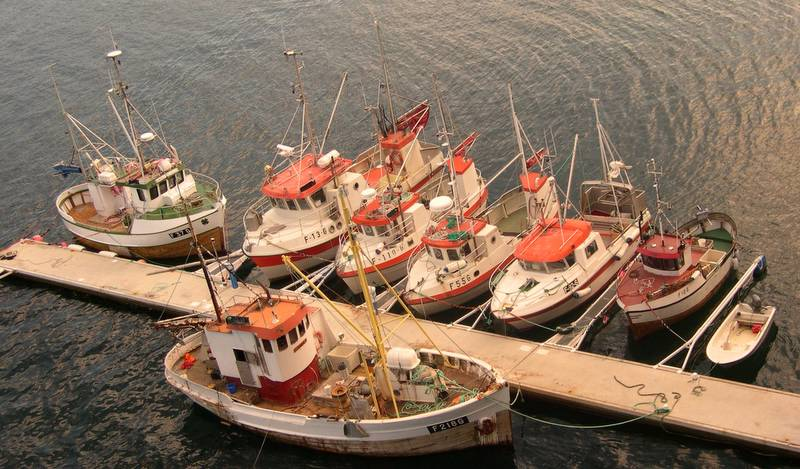
フィンランドのフィンマルク県の漁船群。木造船とFRP船が混在。
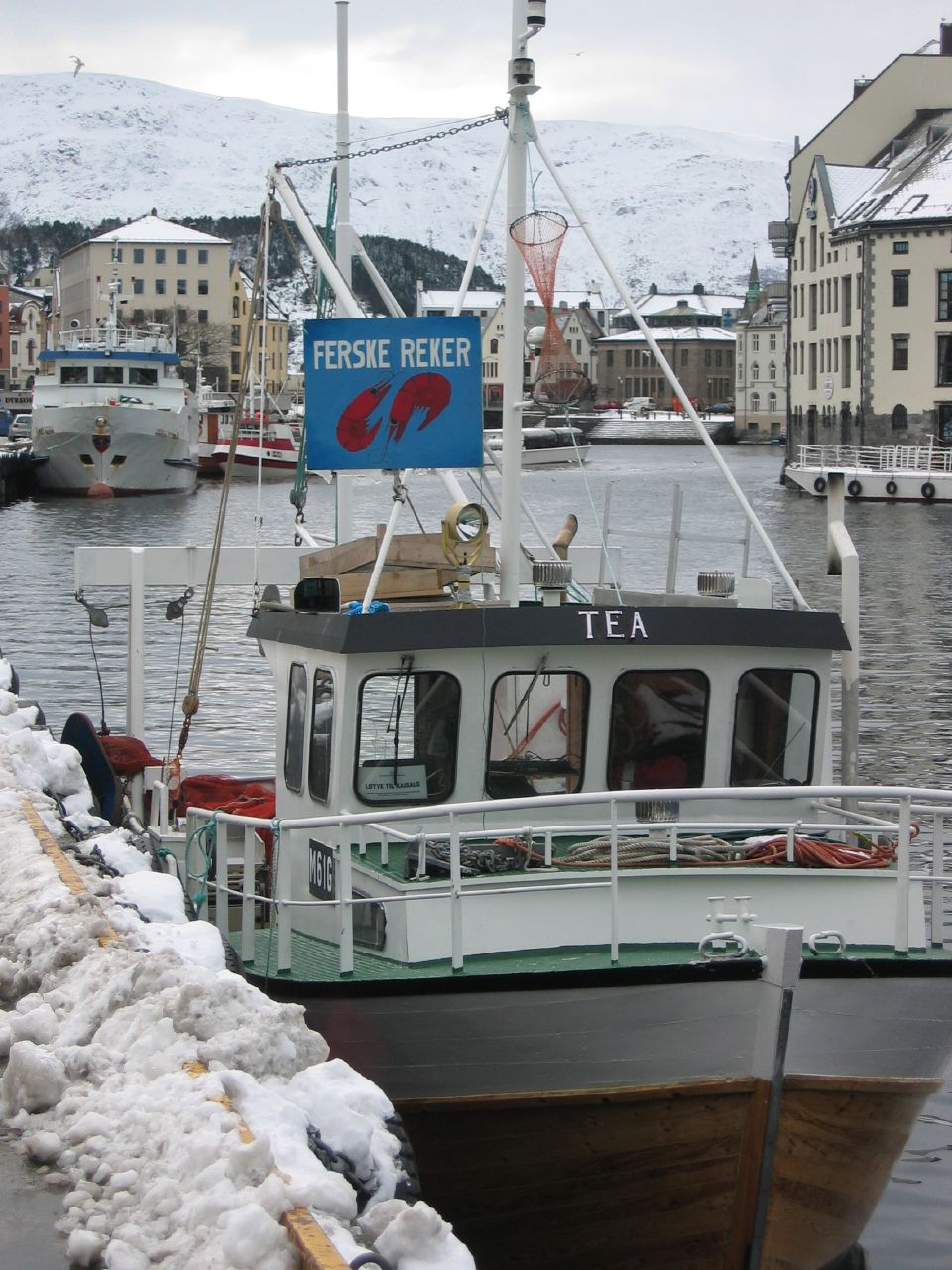
ノルウェー、オーレスンの「Crevettier」と呼ばれる漁船。エビ（crevette）専門の漁船。
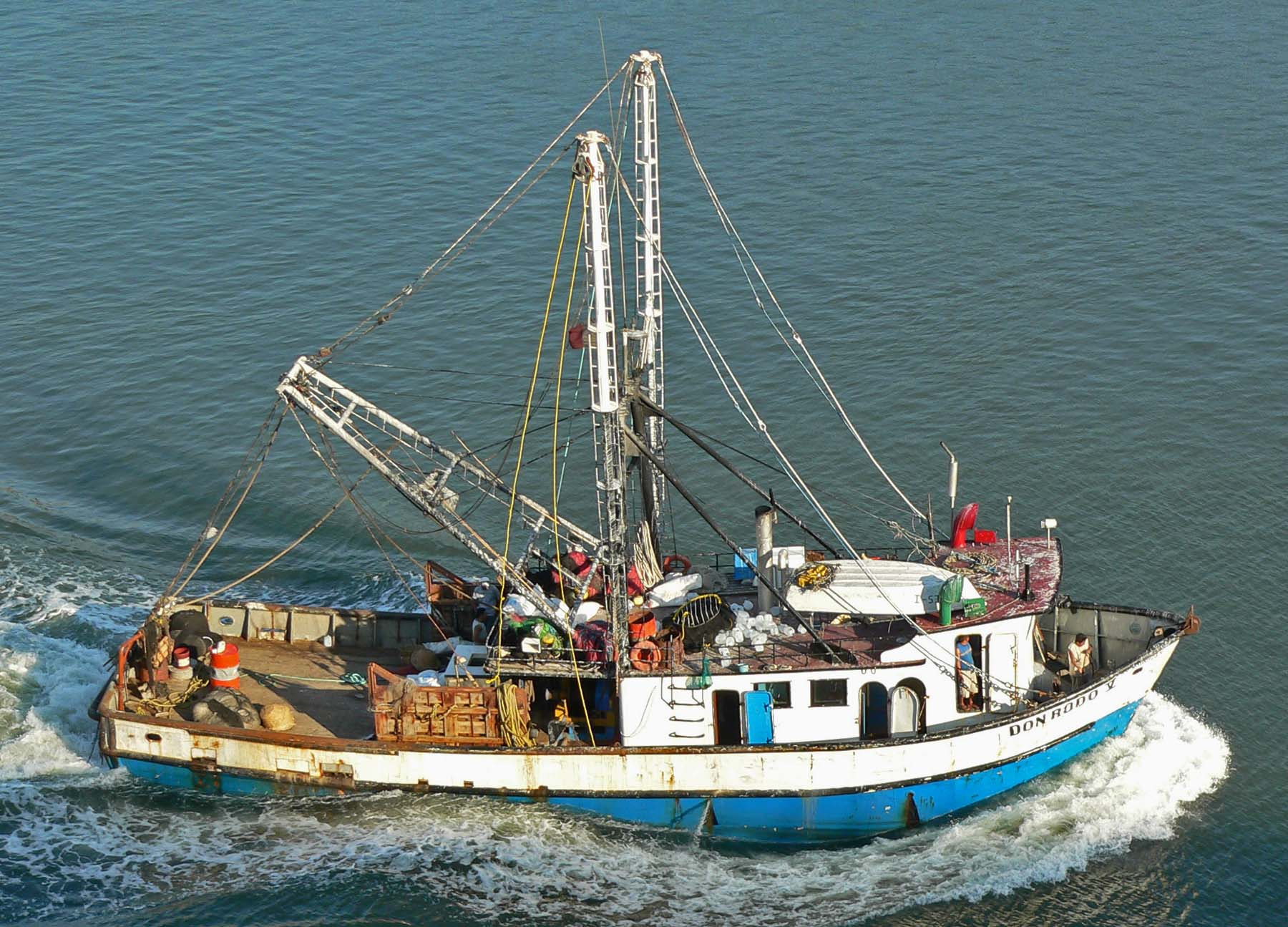
メキシコのマサトランの漁船
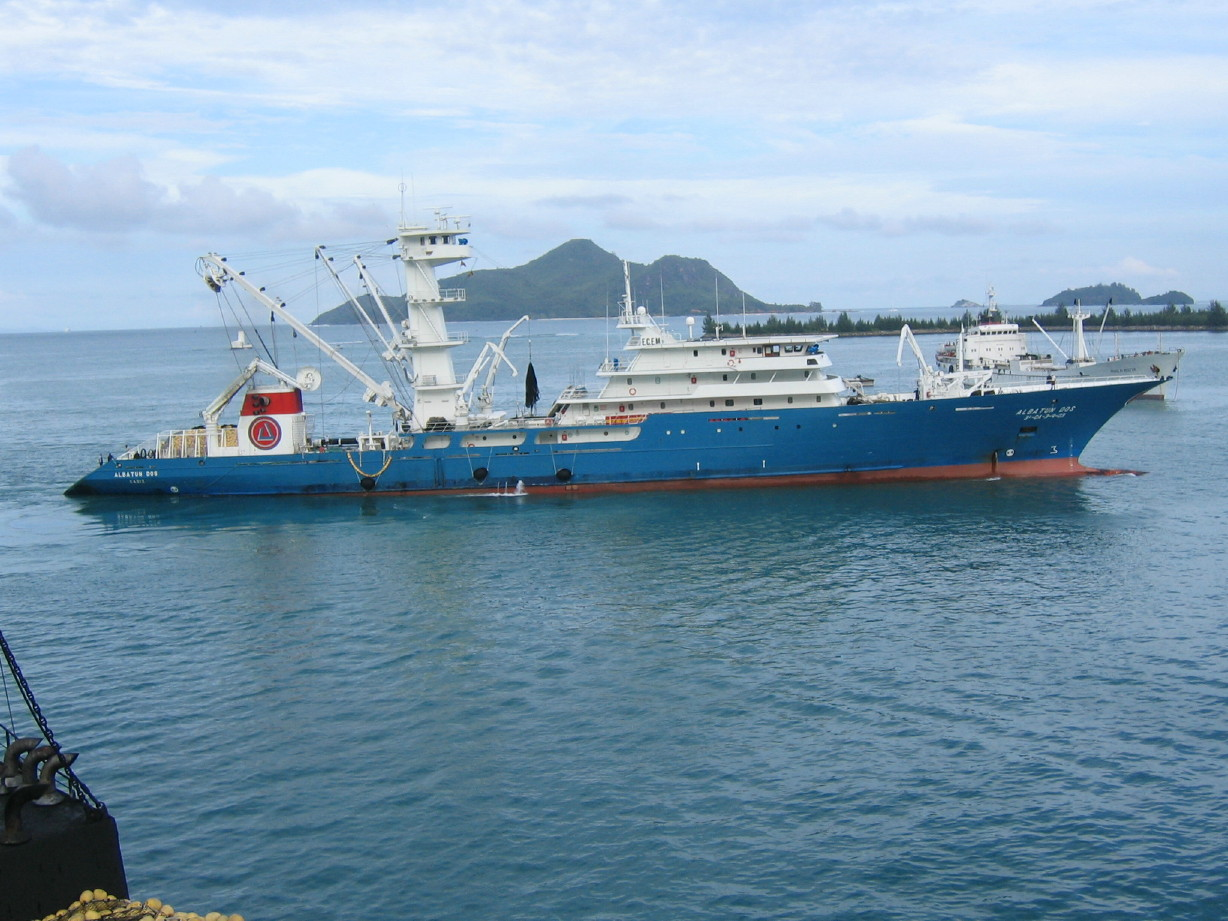
巾着網(purse-seine nets）漁法でマグロ漁を行う漁船。冷凍施設も備える。（インド洋のセイシェル諸島にて）
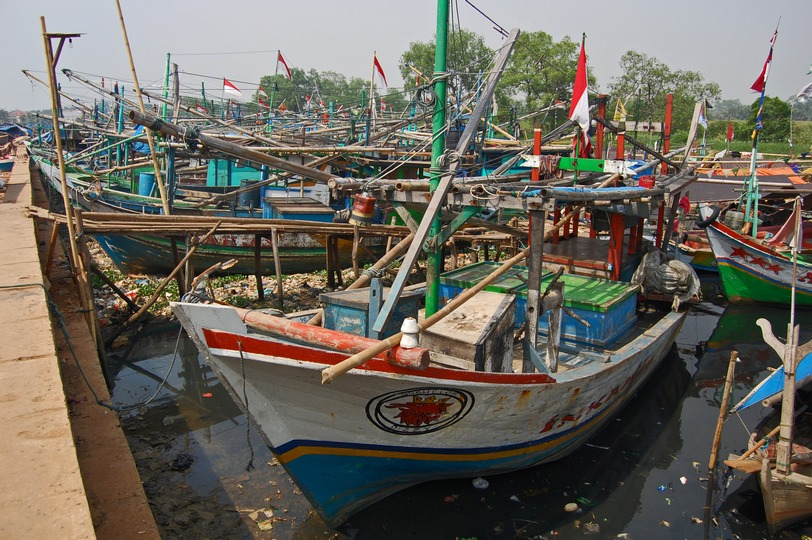
インドネシア、ジャカルタの伝統的な漁船
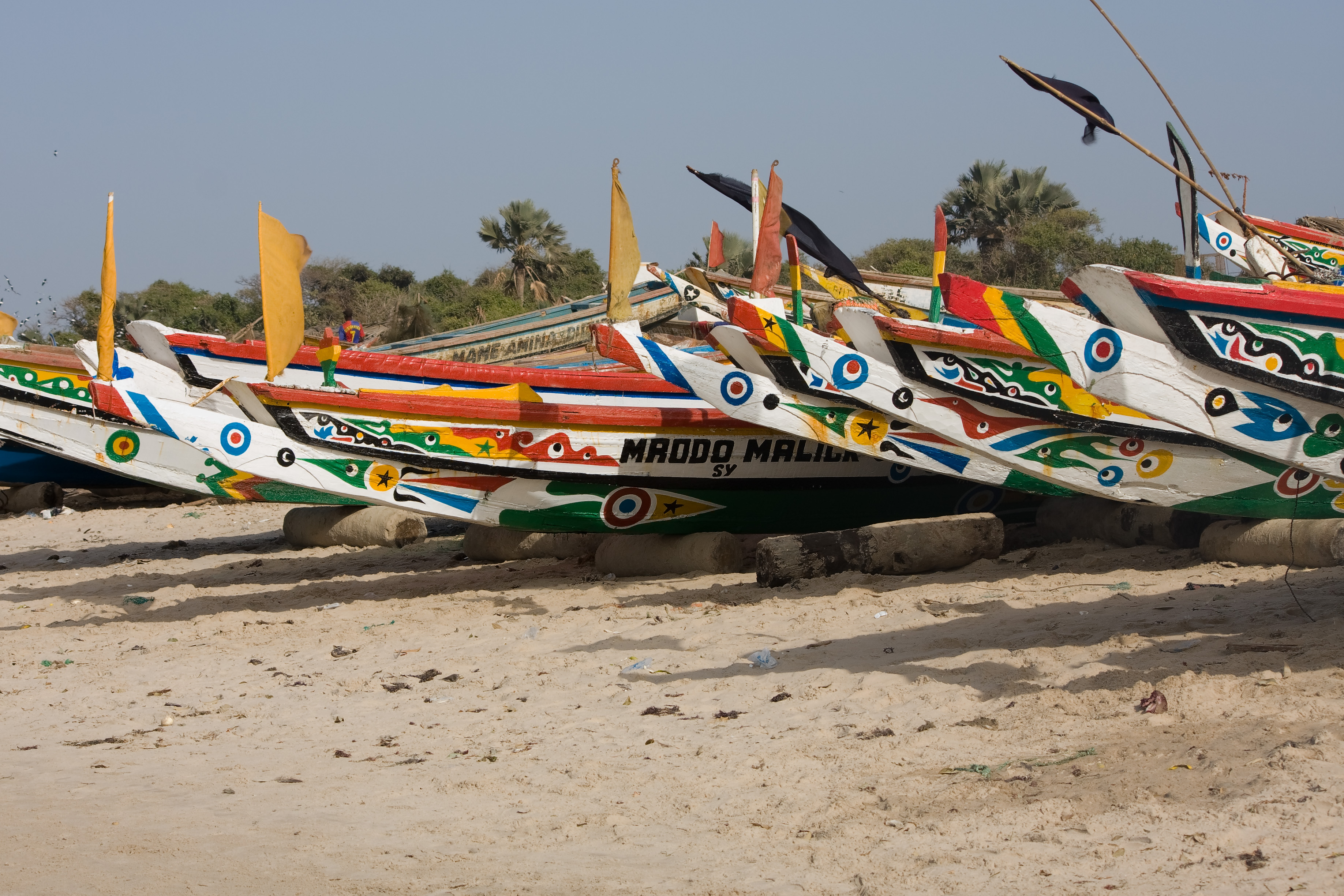
ガンビアの漁船